# Sileno

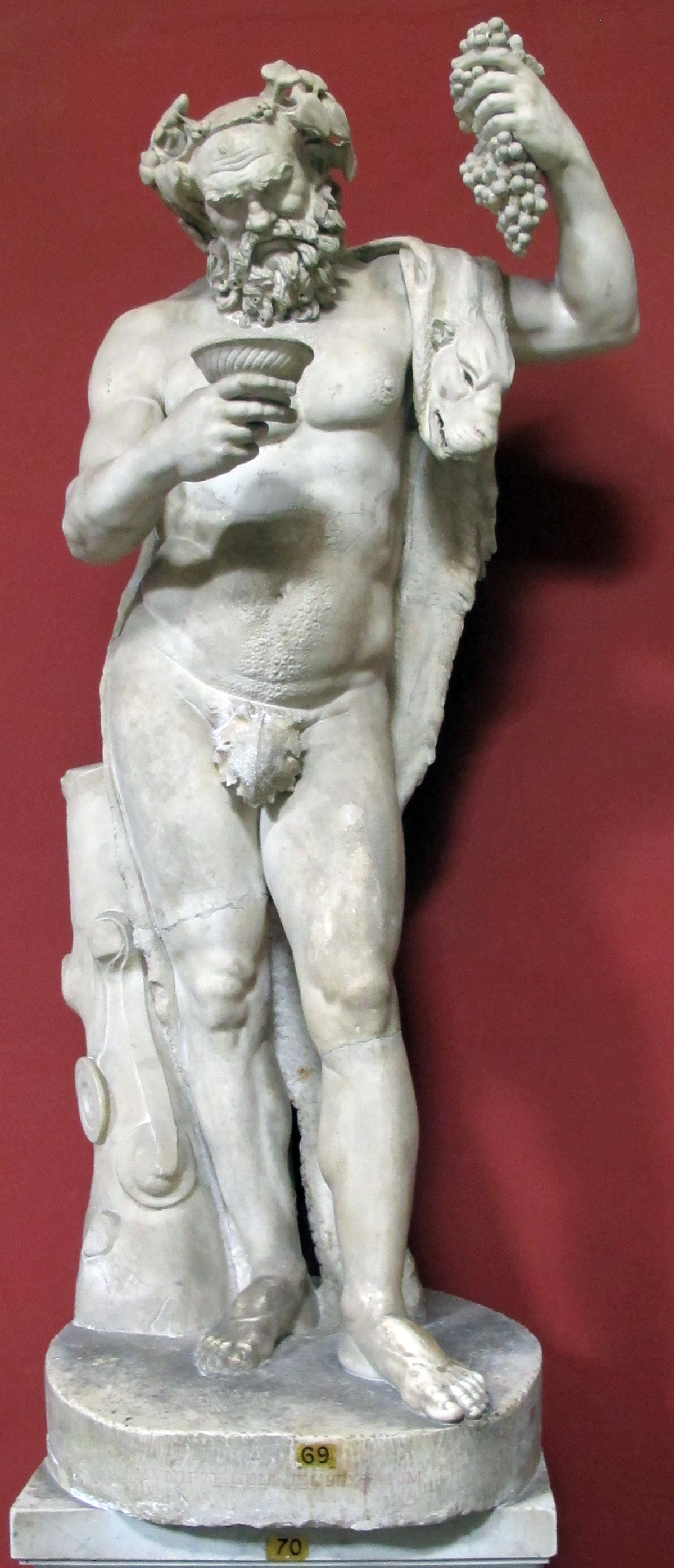
Estatua de Sileno de la Sala de las Musas del Museo Pío Clementino, Roma.

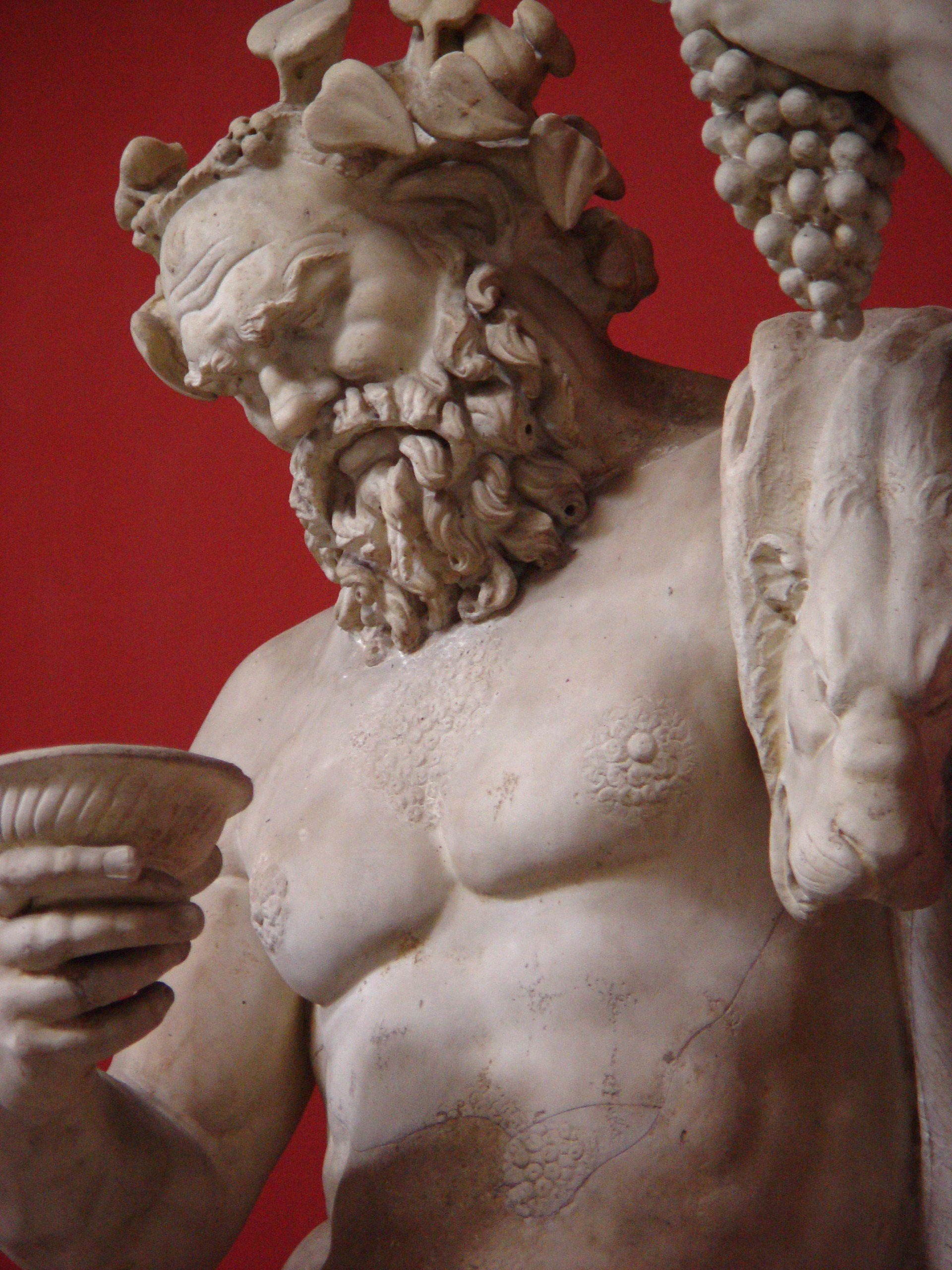
Estatua de Sileno de la Sala de las Musas del Museo Pío Clementino, Roma.

En la mitología griega, Sileno (en griego Σειληνός o Σιληνός) era el padre adoptivo, preceptor y leal compañero de Dioniso, el dios del vino, al tiempo que era descrito como el más viejo, sabio y borracho de sus seguidores (tíaso). Era un sátiro, y un dios menor de la embriaguez; su equivalente en la mitología romana era Silvano, cuyo nombre significa simplemente «de los bosques», y en la mitología etrusca Selvans. Como con Dioniso, se situaba su lugar de nacimiento en Nisa (Asia).
Sileno es conocido por sus excesos con el alcohol, pues su amor por el vino era su pasión, por lo que solía estar borracho y tenía que ser sostenido por otros sátiros o llevado en burro; se decía que cuando estaba ebrio Sileno poseía una sabiduría especial y el don de la profecía. El rey frigio Midas estaba ansioso por aprender de Sileno y capturó al anciano echando licor a una fuente de la que Sileno solía beber ríos. Cuando cayó dormido, los sirvientes del rey le agarraron y llevaron a su señor. Sileno compartió con el rey una filosofía pesimista: que lo mejor para un hombre es no nacer, y que si nacía, debía morir lo más pronto posible.
Una versión alternativa cuenta que, tras la muerte de Orfeo, Dioniso marchó a Frigia (algunos dicen que de camino a la India) seguido de su habitual séquito de sátiros y ménades, del que formaba parte Sileno. Este, abrumado por Geras (la vejez) y el vino, terminó por perderse y fue capturado por campesinos, quienes le llevaron ante el rey Midas, quien ya le conocía y se alegró mucho al verlo, pues tenía así la ocasión de celebrar una alegre fiesta. Se cuenta que Sileno y el rey (que también tenía una gran experiencia con el vino) estuvieron diez días y diez noches de fiesta, tras los cuales el anciano fue devuelto a Dioniso. Este concedió un deseo a Midas en agradecimiento a su hospitalidad hacia su padre adoptivo. El rey pidió entonces el don de transformar en oro todo lo que tocase. Otra historia es que Sileno había sido capturado por dos pastores, a los que obsequió con historias asombrosas.
Sileno contaba (aunque puede que lo soñase) que protegió al infante Dioniso de la ira de Hera, y que luego le ayudó durante la Gigantomaquia, matando al gigante Encélado, a quien se suele creer que aniquiló a Encélado arrojándole encima la isla de Sicilia. Más tarde, persiguiendo a los piratas que había atacado a Dioniso, Sileno llegó a la isla que habitaba Polifemo. Allí fue apresado por los Cíclopes y hecho su sirviente, y allí seguía cuando Odiseo fue desviado por las tormentas a la isla, donde terminaría cegando a Polifemo para escapar.	
Se le atribuye, junto con Marsias, la invención de la flauta, así como de una danza particular, llamada en su honor el sileno.
En la sátira de Eurípides El cíclope, Sileno es abandonado con los sátiros en Sicilia, donde han sido esclavizados por los cíclopes. Son los elementos cómicos de la historia, que es básicamente una versión teatral del libro IX de la Odisea de Homero. Sileno se refiere a los sátiros como sus hijos durante la obra.

## Ascendencia, descendencia y amoríos
Sileno no tiene una ascendencia definida. Sileno suele considerarse hijo de Hermes, como sucede con la mayoría de los sátiros, pero en otras tradiciones se le hace hijo simplemente de una ninfa, o de Pan y una ninfa, o se le llama hijo de doble naturaleza nacido de la tierra. Otros dicen que Sileno fue criado en el monte de Malea, habitaba en Pírrico —el autor lo identifica con Pírrico, uno de los curetes— y su esposa fue una tal Nais o Naíde o Naya.

A los hijos de sileno se los llaman «sátiros cornudos», o simplemente «silenos»:
«También el anciano Sileno, empuñando la férula, se había pertrechado para la guerra, el hijo de doble naturaleza de la tierra, de bella cornamenta. Traía consigo a sus tres hijos en comitiva, pues Astreo se puso las armas, Marón llegó a continuación y Leneo les seguía hacia el tumulto de la expedición. Todos sostenían las manos de su padre, de montés errar, con un bastón, ese compañero de la vejez. Como le faltaran las fuerzas al anciano, su cuerpo entorpecido se sostenía gracias a un báculo florido de vid, pues contaba ya a su edad con muchos años, y de ellos había surgido la vivaz estirpe de los sátiros, de ambigua apariencia».
El centauro Folo era hijo de Sileno y de una de las ninfas melias, pero otros alegan que a orillas del lago Ascanio vivía Dolión, el hijo de Sileno y Melia. Propercio parece insinuar que Sileno fue el padre de las estirpes colectivas de los silenos y la hamadríades. Otros lo imaginan como el procreador de los sátiros o incluso de Estáfilo. A Sileno también se le atribuye un amorío con Polifemo. Incluso Clemente dice que entre los arcadios el quinto Apolo era hijo de Sileno y se le conocía como Nomio («agreste»).

## Paposileno
Utilizado como nombre genérico, los silenos son los sátiros viejos, también llamados paposilenos, por oposición a los sátiros jóvenes del cortejo de Dionisos (tíaso). Aparecen en los dramas satíricos.

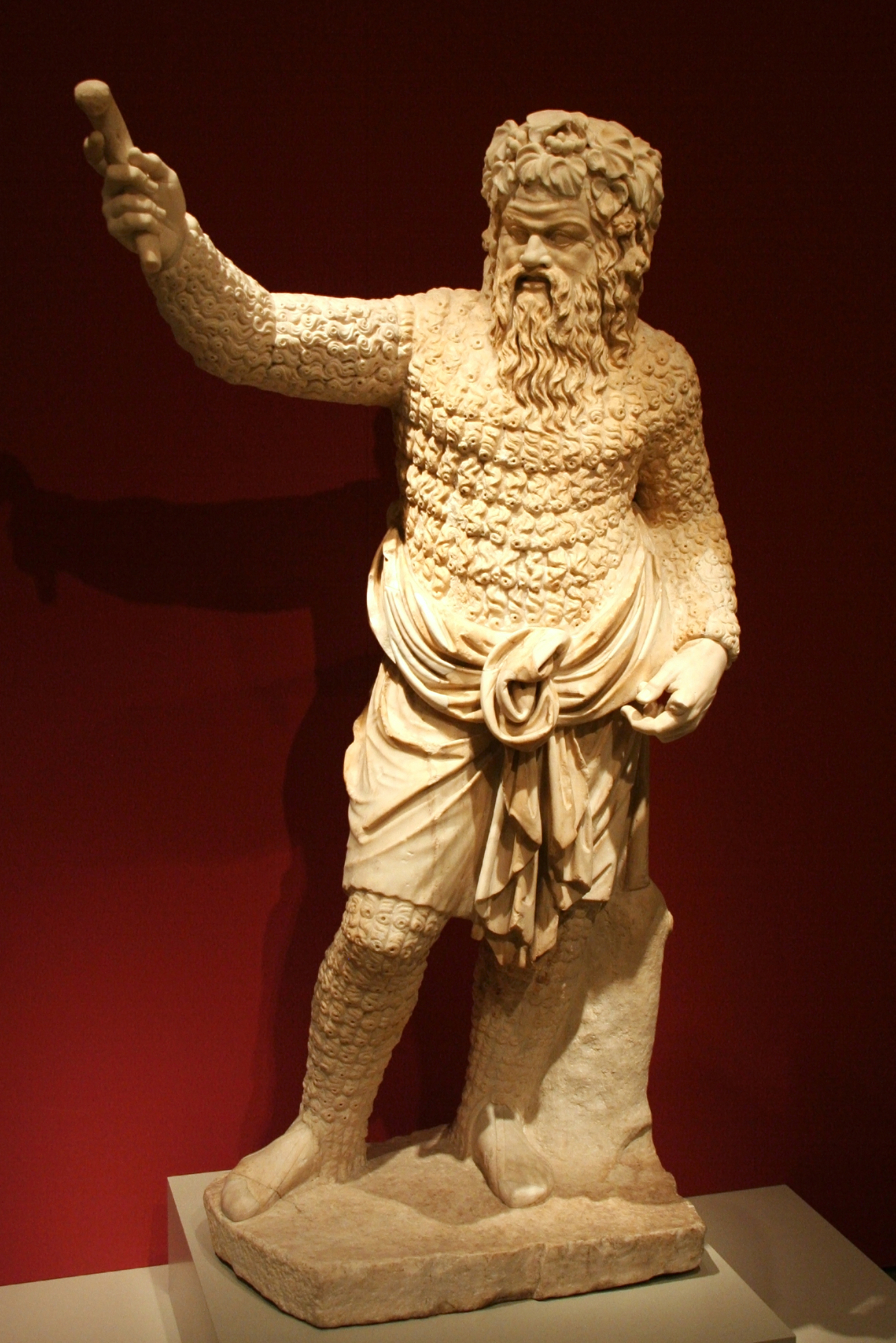
Actor como paposileno, siglo I, Antikensammlung de Berlín.
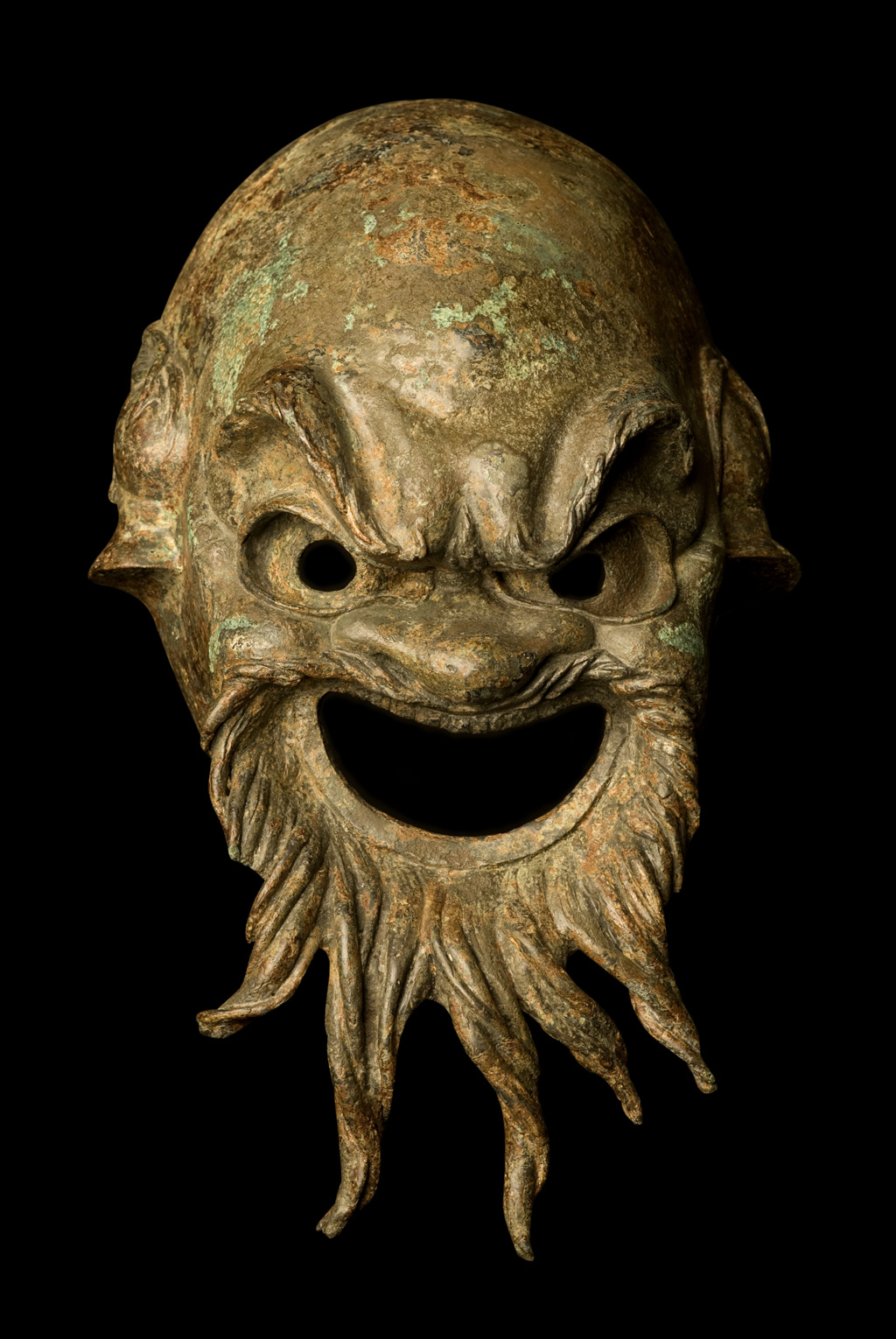
Máscara de paposileno, primera mitad del I a. C.

## Orígenes

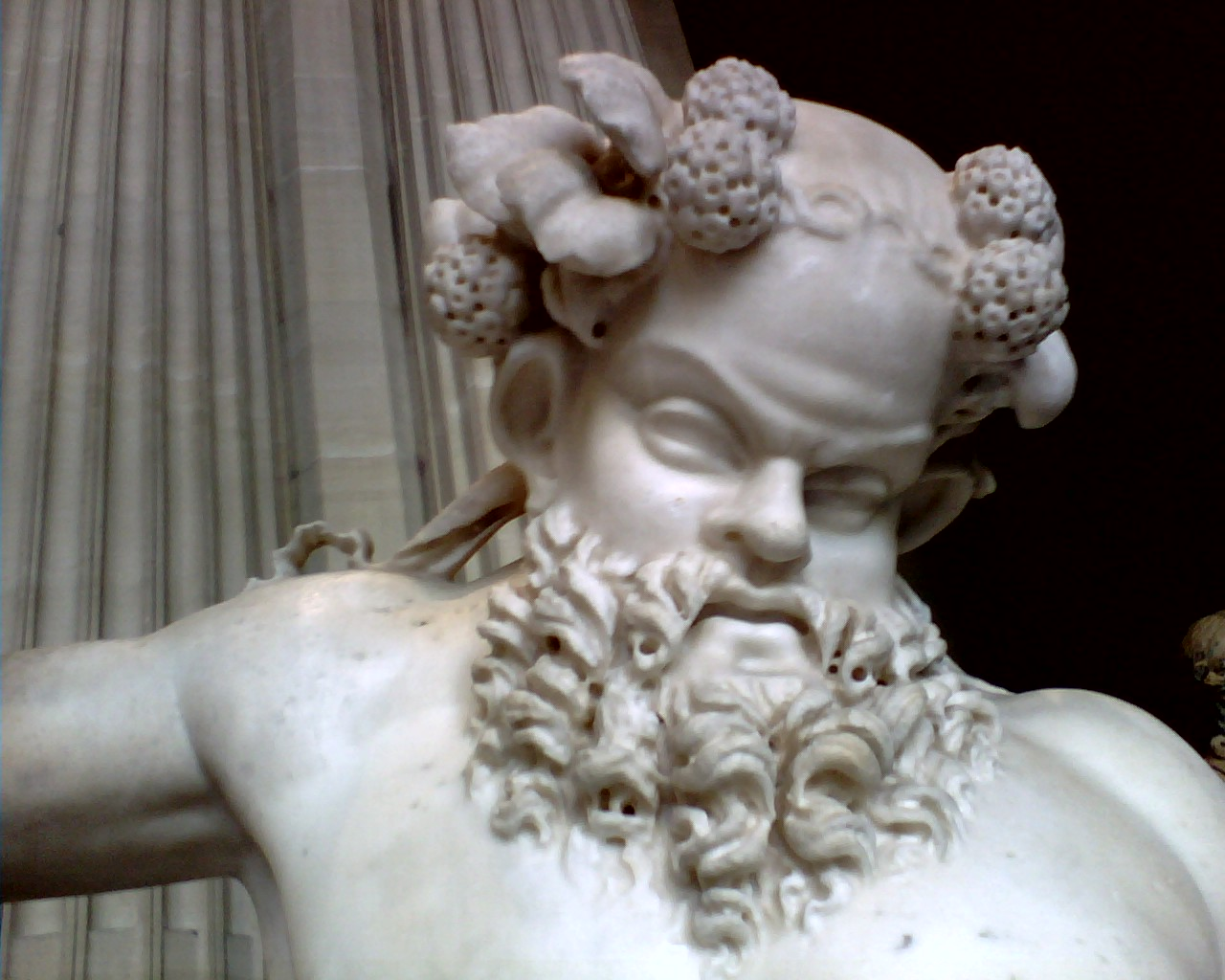
Sileno ebrio (Museo del Louvre). Detalle de la cabeza, en la que se puede apreciar la exagerada fealdad con que era representado este dios menor.

Originalmente los silenos eran hipotanes (seres mitad caballo mitad humano, a diferencia de los sátiros normales, que eran mitad cabra mitad humano) que formaban parte del cortejo de Dioniso cuando llegaban a la vejez. Los silenos eran borrachos y joviales, y tenían un aspecto parecido al de los demás miembros de su raza, salvo porque solían ser feos, calvos, obesos y barrigudos, de gruesos labios y narices, y tenían piernas de humano aunque conservaban las orejas de asno y la cola de caballo. En ocasiones también se les representaba coronados con cuernos de buey.
Posteriormente los silenos perdieron su carácter plural y solo se hacían referencias a un individuo llamado Sileno.
Se consideraba que Sócrates se asemejaba a un sileno. Tanto es así, que en el museo del Louvre se conserva un famoso busto en el que se le representa con estas características.
Por antonomasia, se da a veces el nombre de silenos a los sátiros, y en la mitología romana, a los faunos y los silvanos.
Algunos especialistas plantean la hipótesis de que el origen de las leyendas sobre silenos, faunos y ninfas sea el recuerdo de encuentros con antiguos homínidos.

## Alusiones literarias
Y más, que no tendré a deshonra la tal caballería, porque me acuerdo haber leído que aquel buen viejo Sileno, ayo y pedagogo del alegre dios de la risa, cuando entró en la ciudad de las cien puertas iba, muy a su placer, caballero sobre un muy hermoso asno.
Cervantes: Don Quijote de la Mancha, 1ª parte, cap. 15.

Y guárdense no les suceda a los tales lo que al asno de Sileno que puso Júpiter entre las estrellas
Quevedo: prólogo de Sueños y discursos, obra conocida también como Los sueños.

[...] también le habló del verano, cuando los bosques eran verdes y el viejo Sileno montado en su rechoncho asno acostumbraba a visitarlos.
C. S. Lewis: Las crónicas de Narnia, 2ª parte: El león, la bruja y el armario, cap. 2.

Para hacer el elogio de Sócrates, amigos míos, me valdré de comparaciones. Sócrates creerá quizá que yo intento hacer reír, pero mis imágenes tendrán por objeto la verdad y no la burla. Por lo pronto digo, que Sócrates se parece a esos silenos que se ven expuestos en los talleres de los estatuarios, y que los artistas representan con una flauta o caramillo en la mano.
Alcibíades en "El banquete" de Platón

El elogio de la locura, según continuó él, se elevaba a filosofía, y la filosofía misma llega a ser joven, y, cogiendo la alocada música del placer, uno debe imaginar que lleva puesto su traje manchado de vino y coronado de hiedra, bailando como un bacante sobre las colinas de la vida y burlándose del lento Sileno por su sobriedad.
Oscar Wilde en El retrato de Dorian Gray, cap. 3.

Y el rostro del siglo -el rostro del siglo XX, del siglo de la confusión de las edades, aparecía dudoso tal un Sileno.
Witold Gombrowicz en "Ferdydurke", cap. 9.

## Iconografía
Sileno ebrio es una tipología de esculturas de la Antigüedad basada en un original de época helenística. La composición está basada en el Sátiro escanciando de Praxíteles. En el Foro romano hubo una estatua similar, que se conocía como Marsias o Sileno.

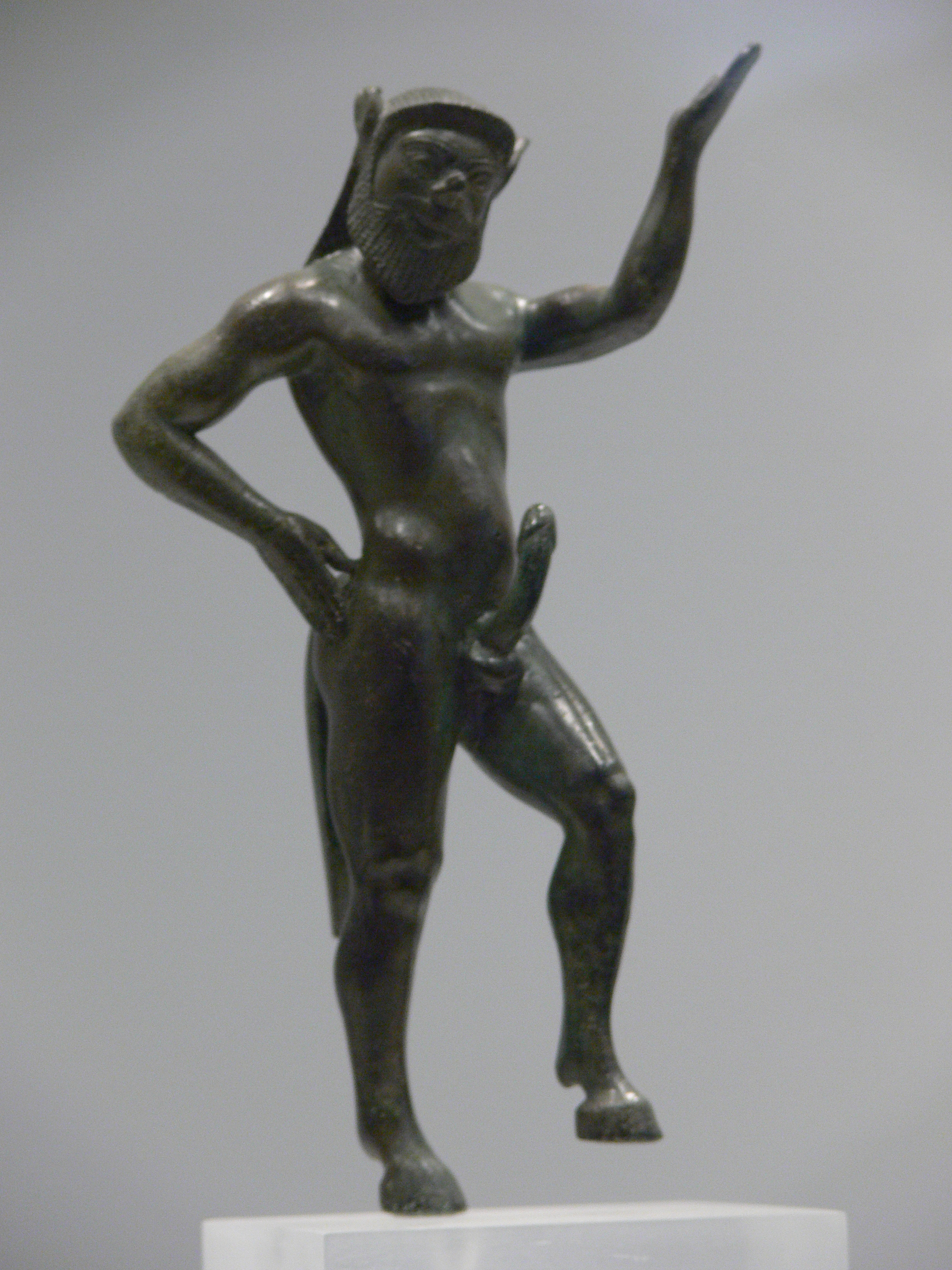
Estatua de Sileno del Museo Arqueológico de Atenas, ca. 540-530 a. C.
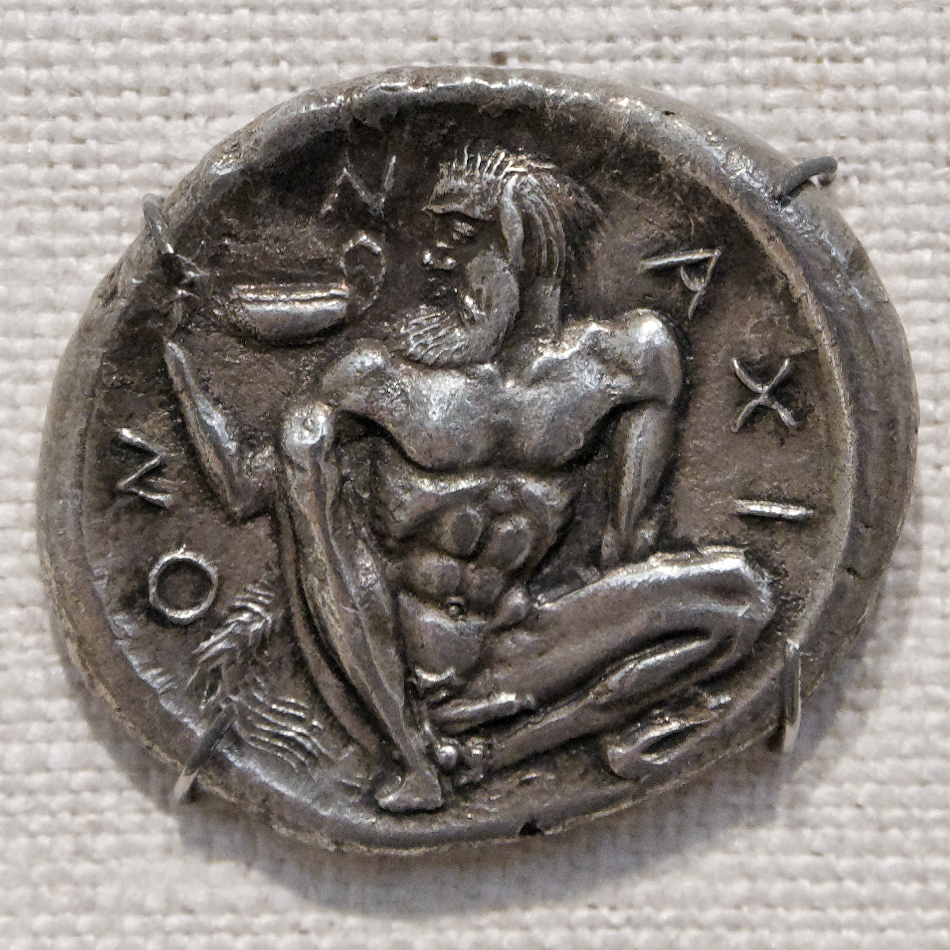
Tetradracma de Naxos, con la figura de Sileno sosteniendo un kantharos, ca. 461-450 a. C.
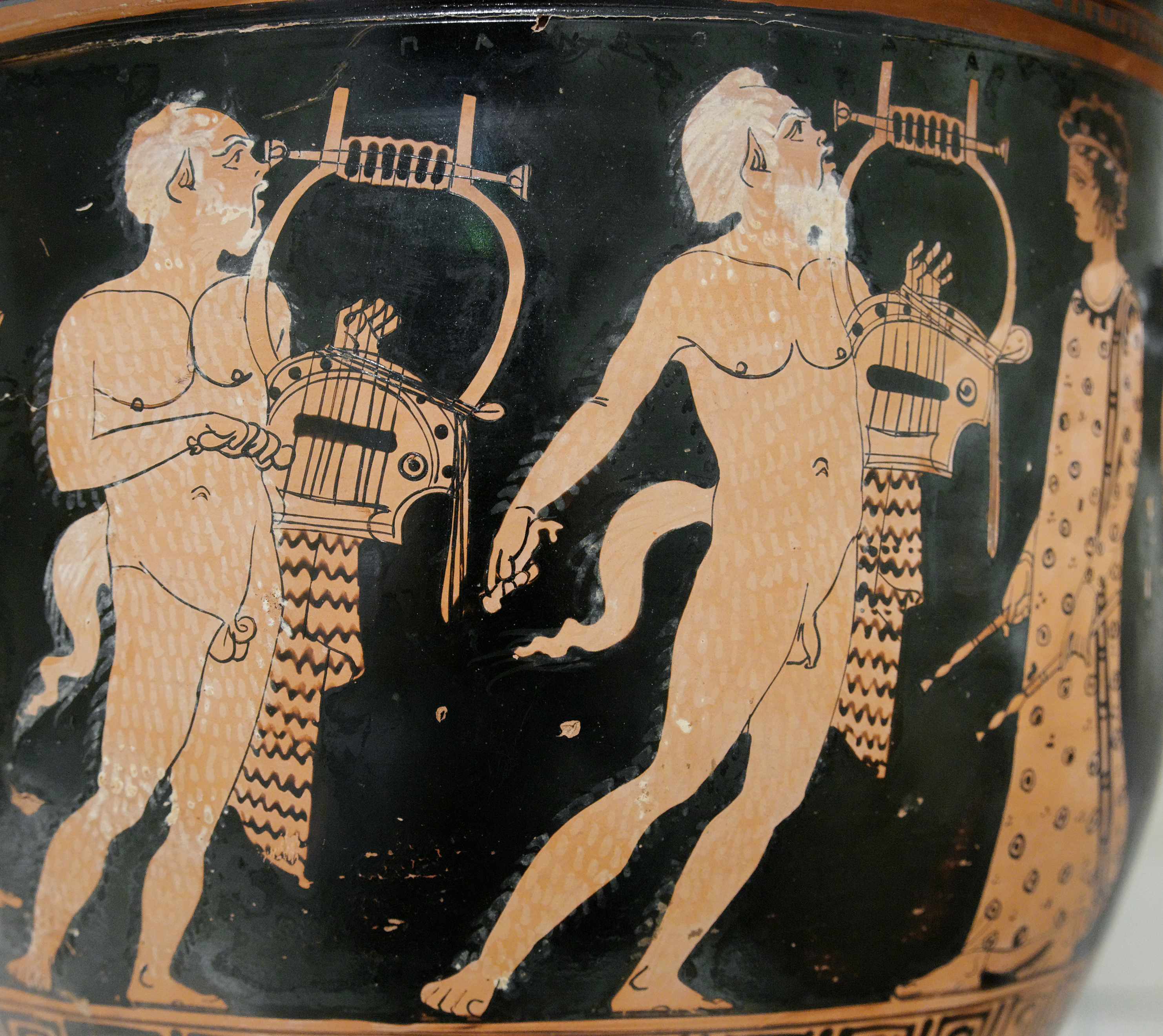
Paposilenos en una crátera de figuras rojas atribuida a Polion,[18] ca. 420 a. C.
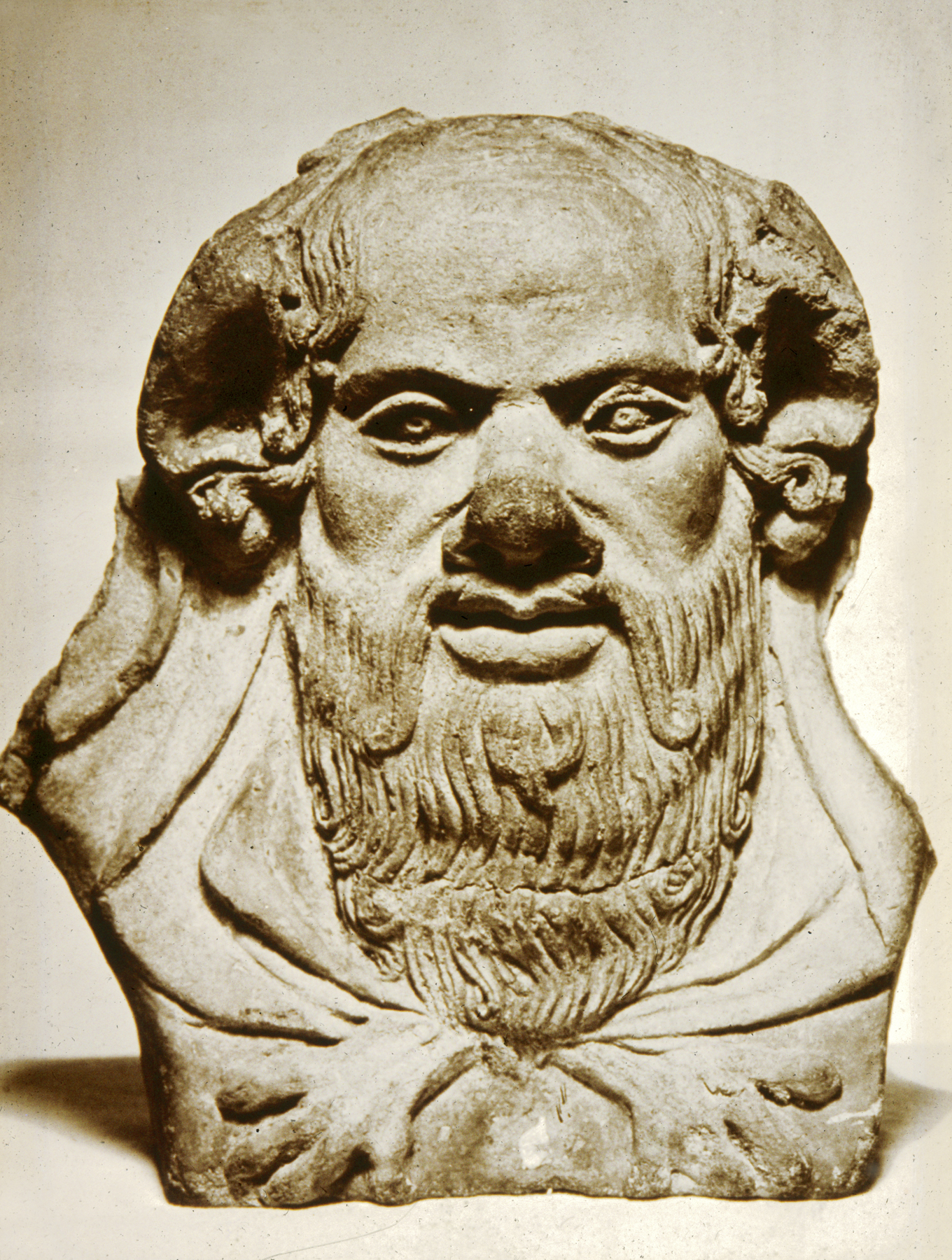
Antefija etrusca con la cabeza de Sileno, siglo IV a. C.
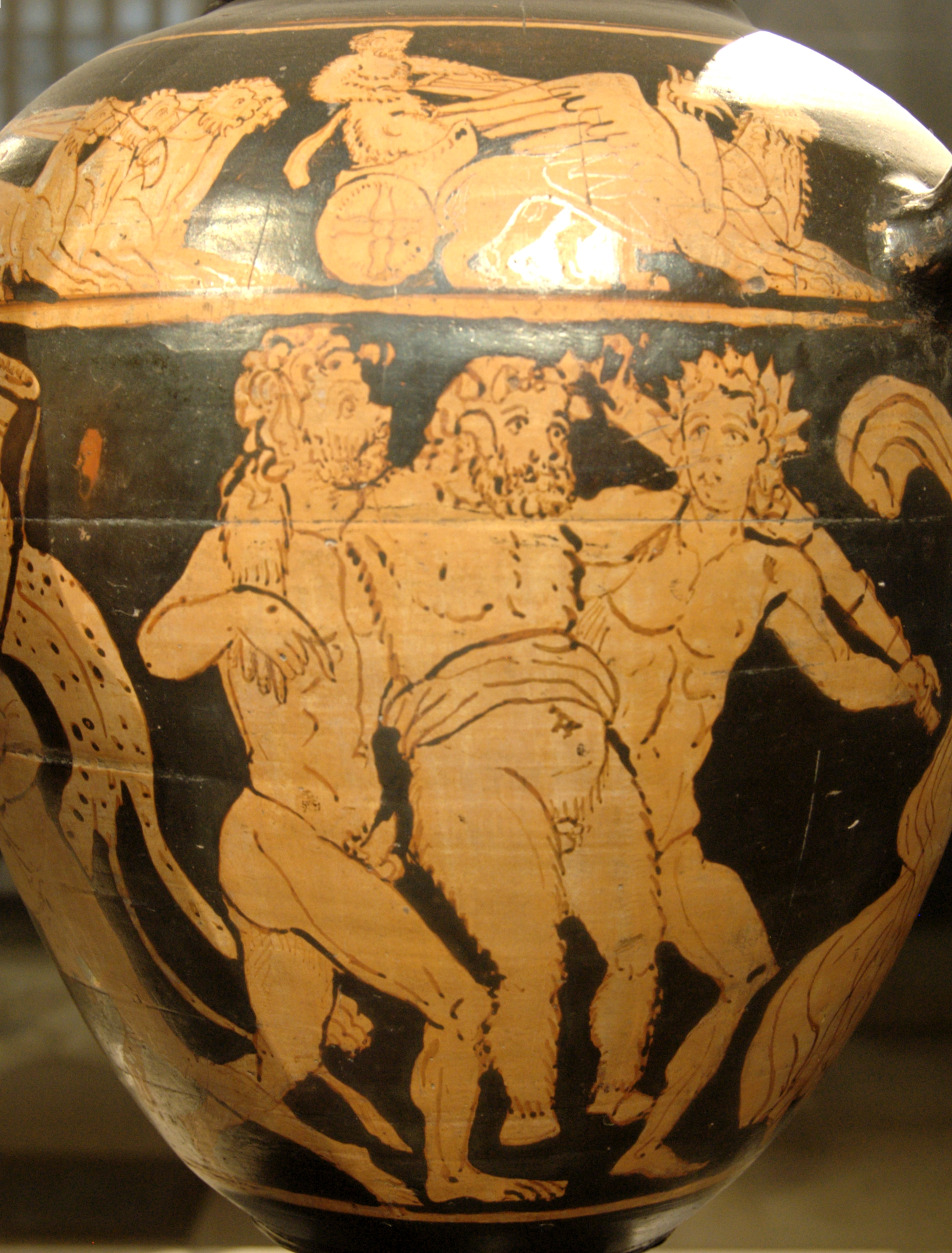
Stamnos etrusco decorado con la representación de Sileno ebrio acompañado por dos jóvenes, ca. 300 a. C.
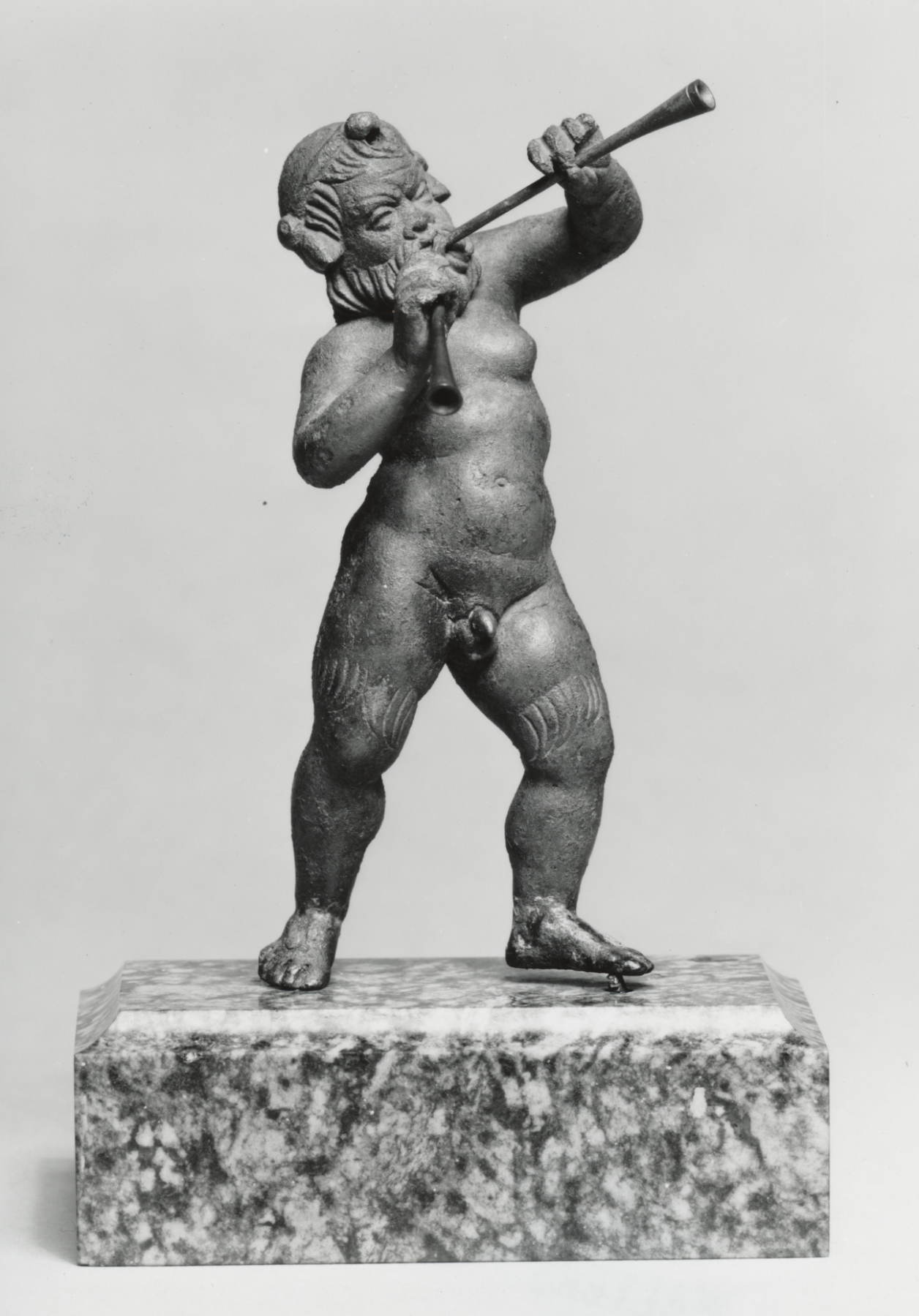
Estatuilla de bronce de Papposilenus tocando un aulos, periodo helenístico.
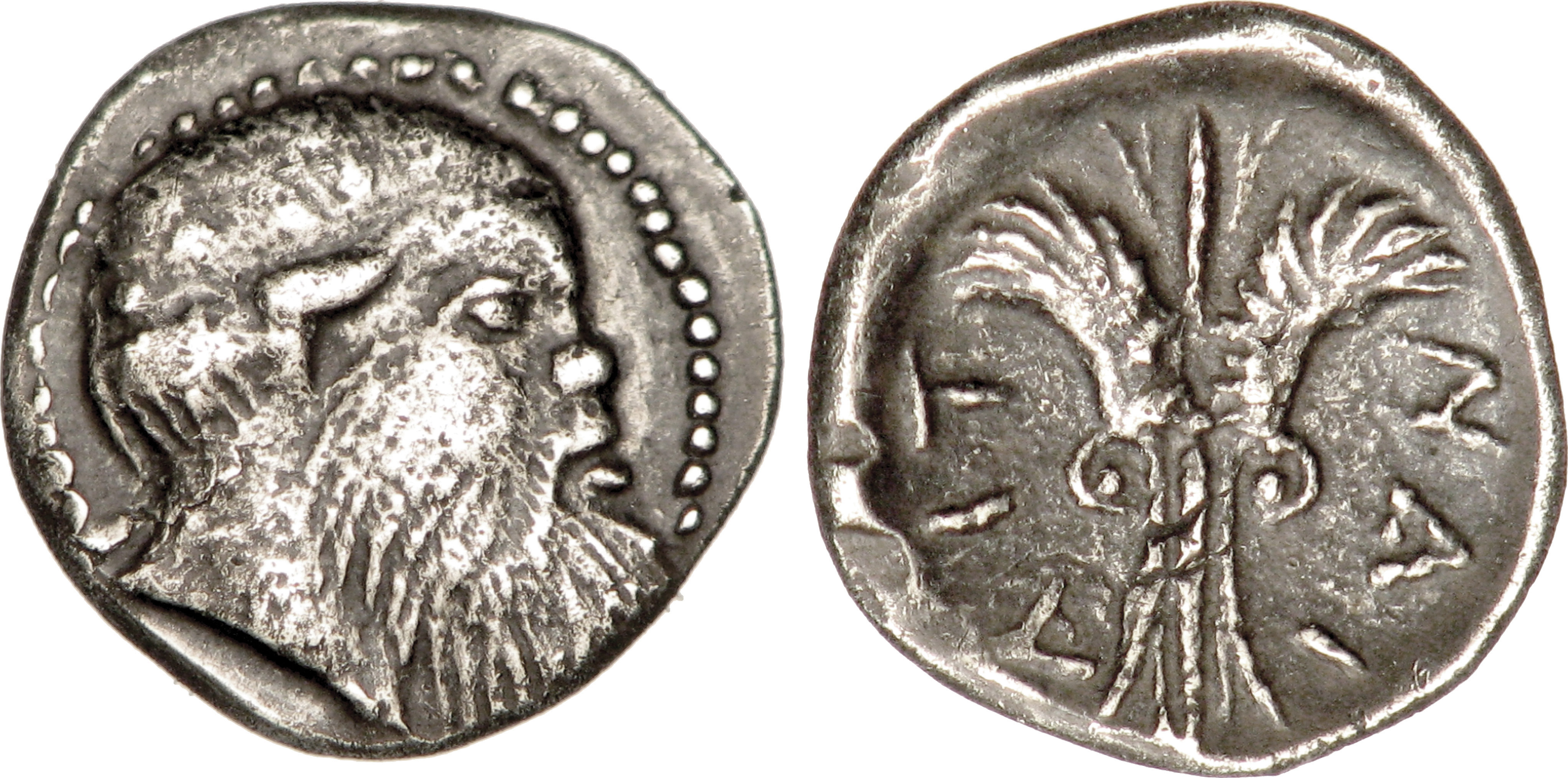
Litra de plata de Sicilia, con el rostro de Sileno.
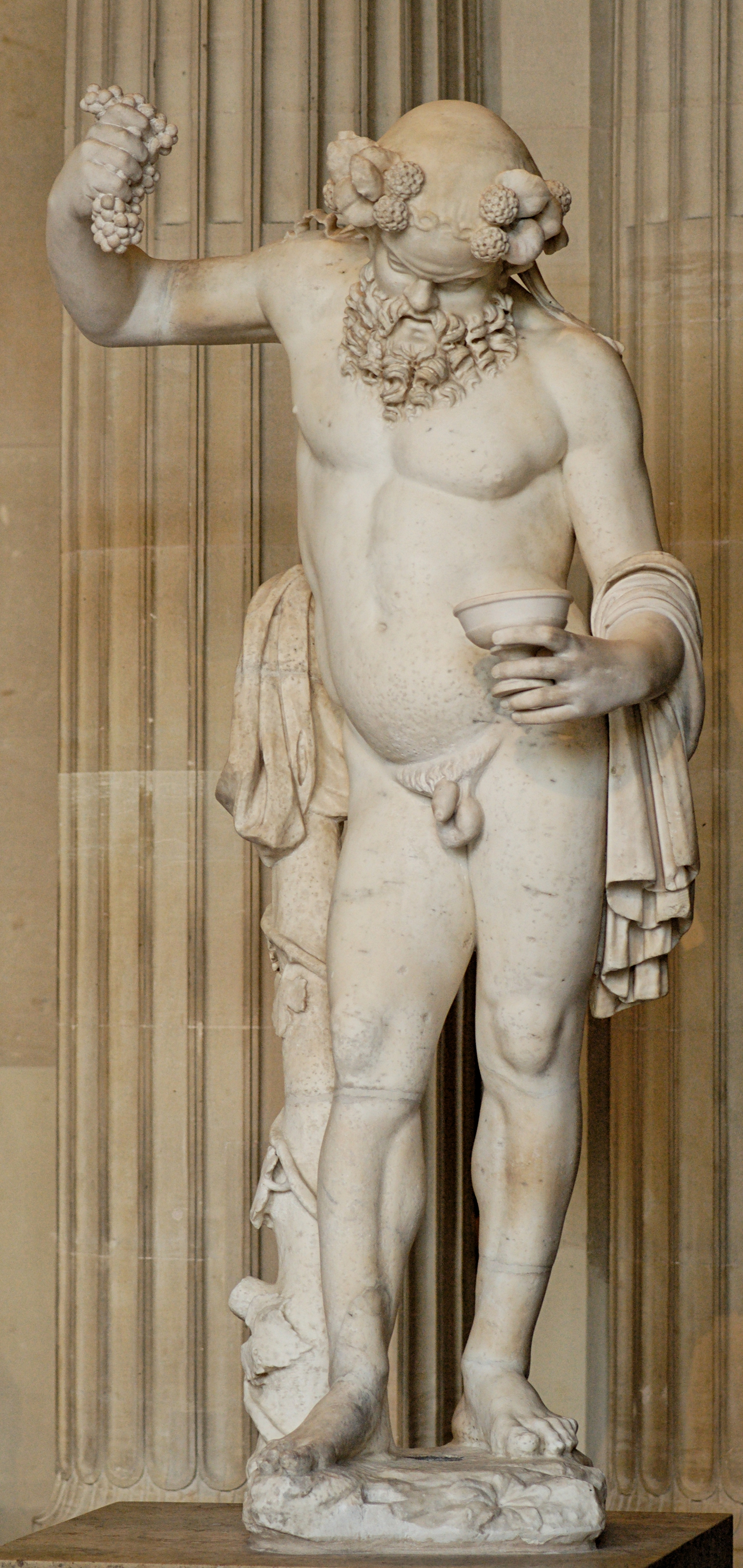
Sileno ebrio, copia romana del siglo II, en mármol de Paros, conservada en el Museo del Louvre.
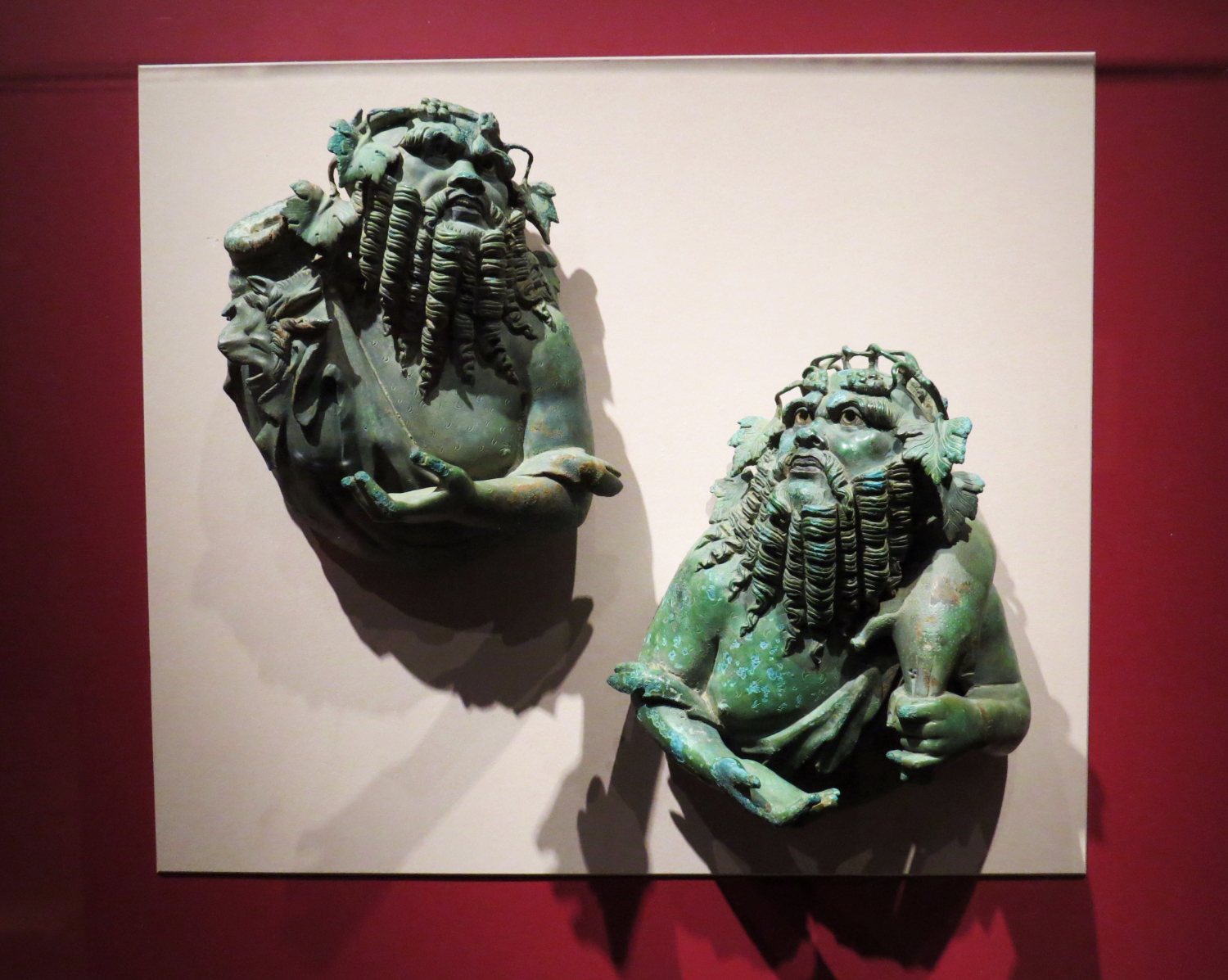
Fulcra[19] romanos de bronce de los siglos I a. C. o I d. C., The Art Institute of Chicago.
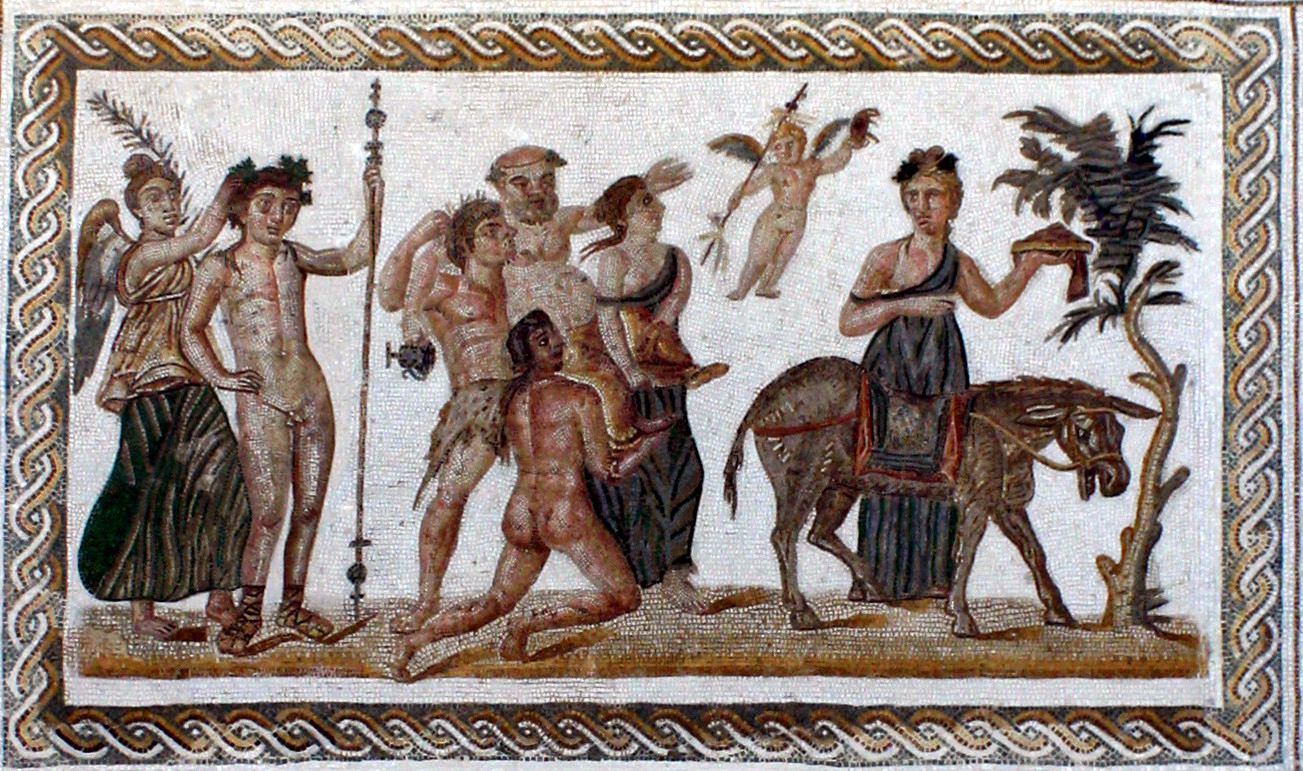
Mosaico romano con Sileno llevado a su burro.
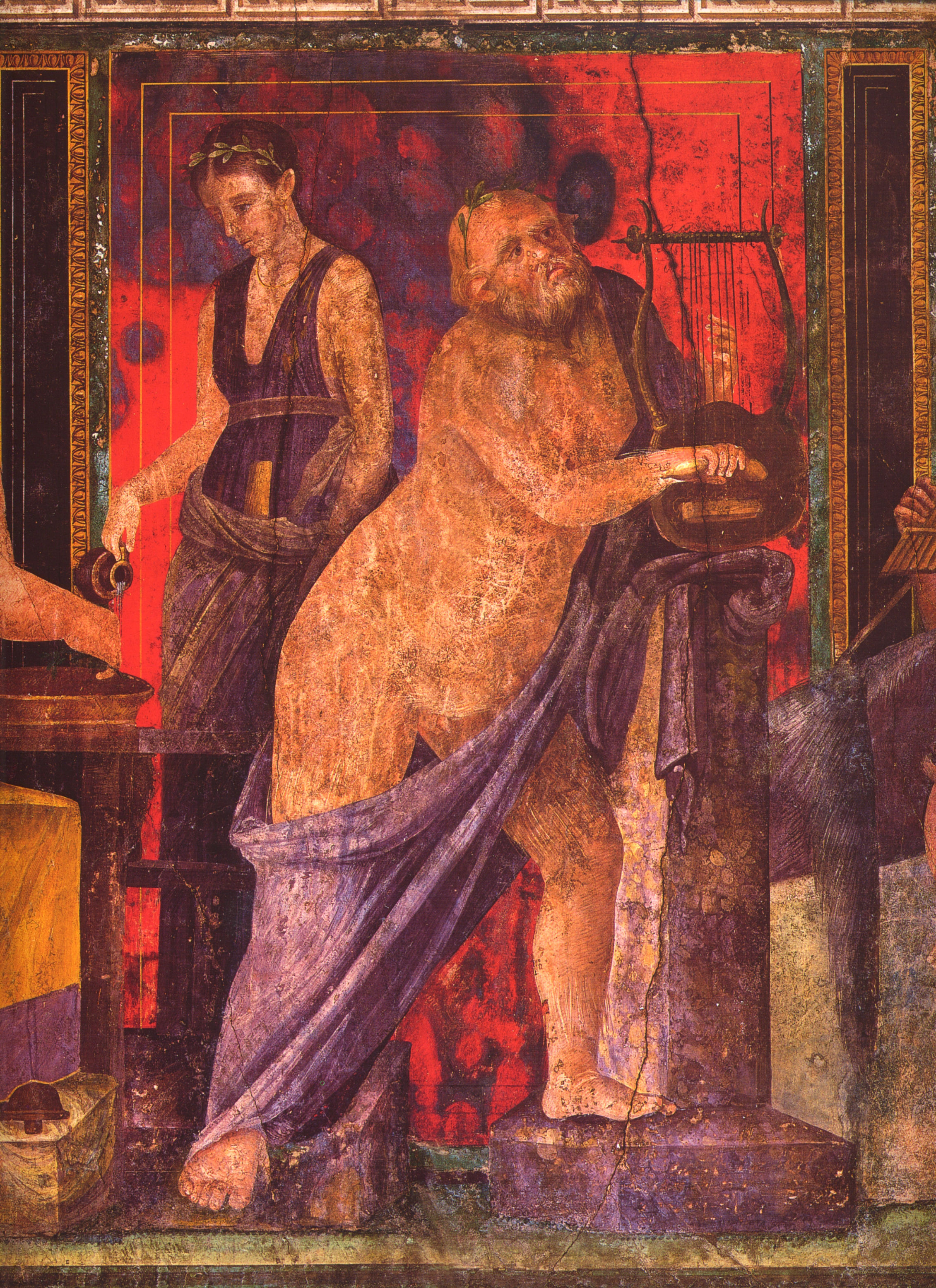
Detalle de un fresco de la Villa de los Misterios de Pompeya, que representa a Sileno sosteniendo una lira, ca. 50 a. C.
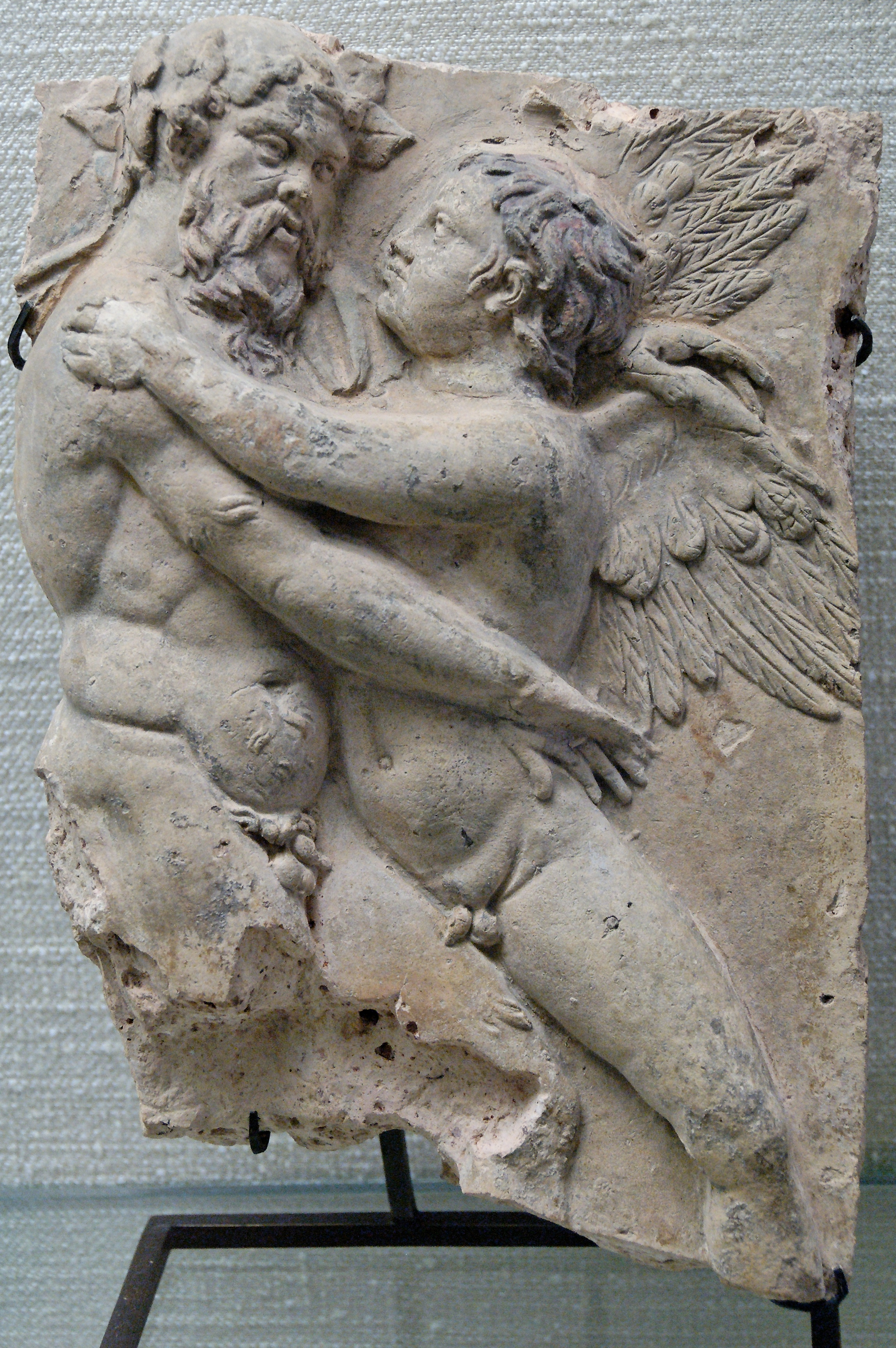
Relieve procedente del Latium, que representa a Sileno y Eros, comienzos del siglo I.
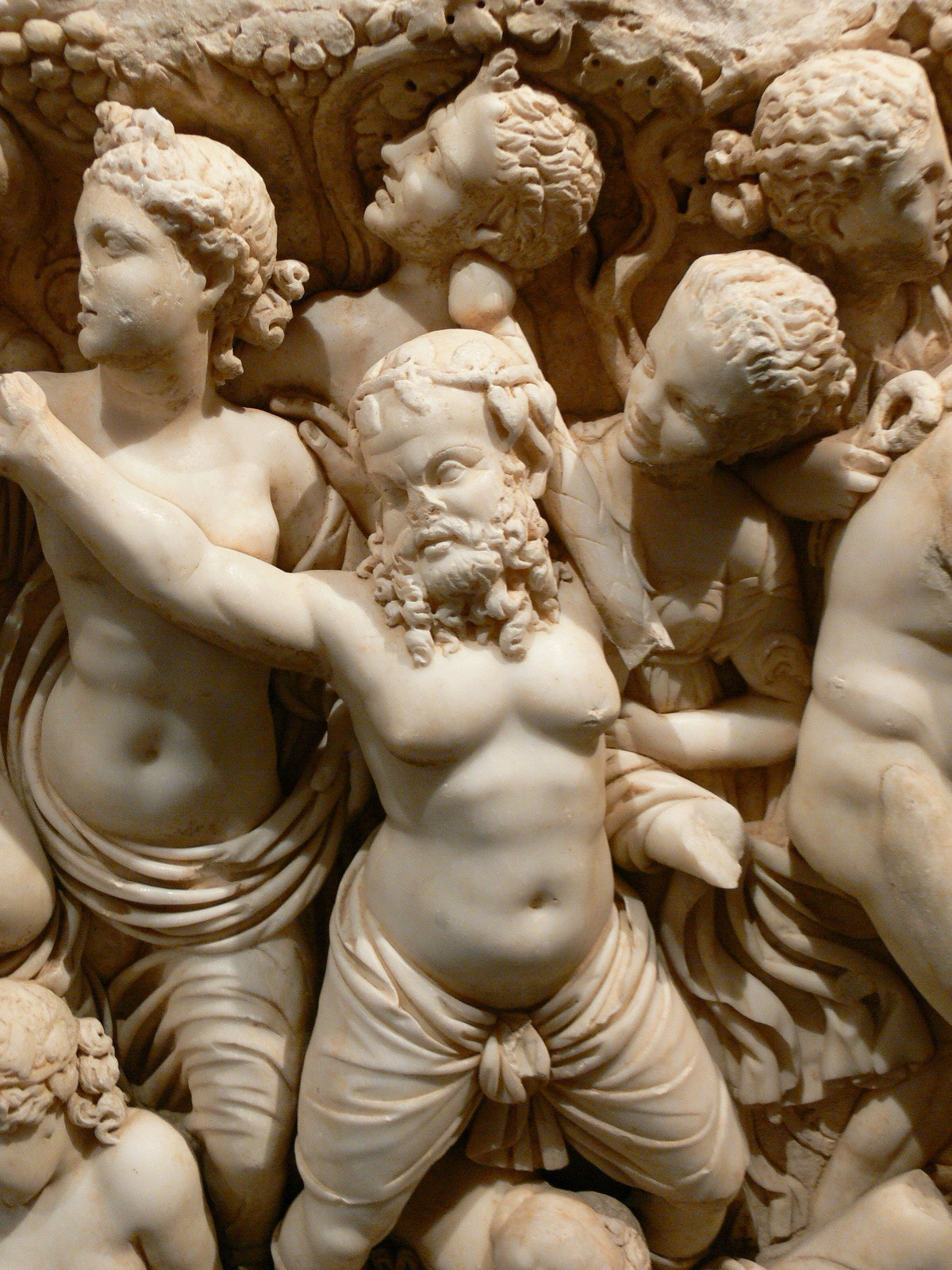
Detalle de un sarcófago romano del siglo II.
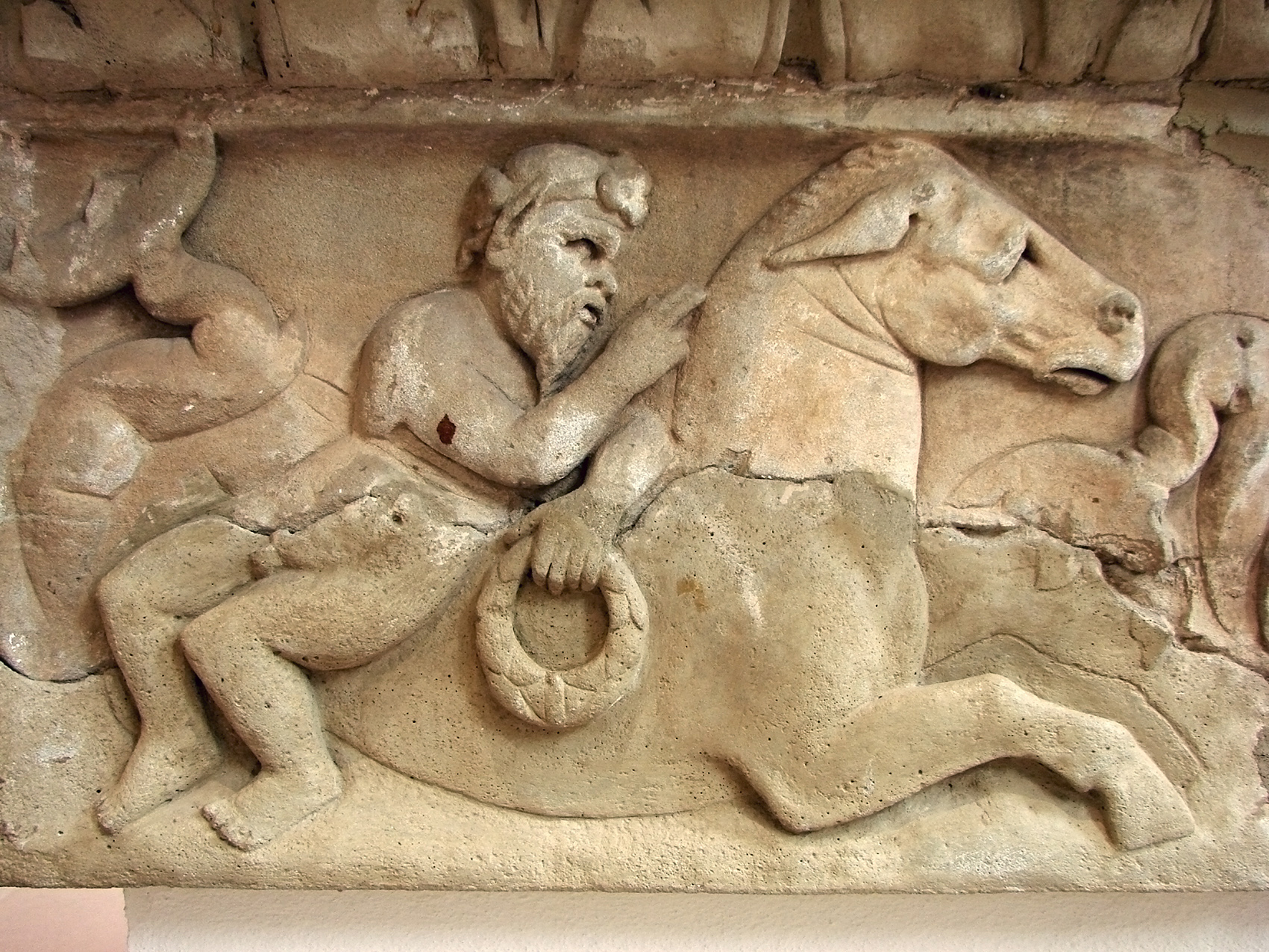
Bajorrelieve funerario romano, Museo regional renano Tréveris.
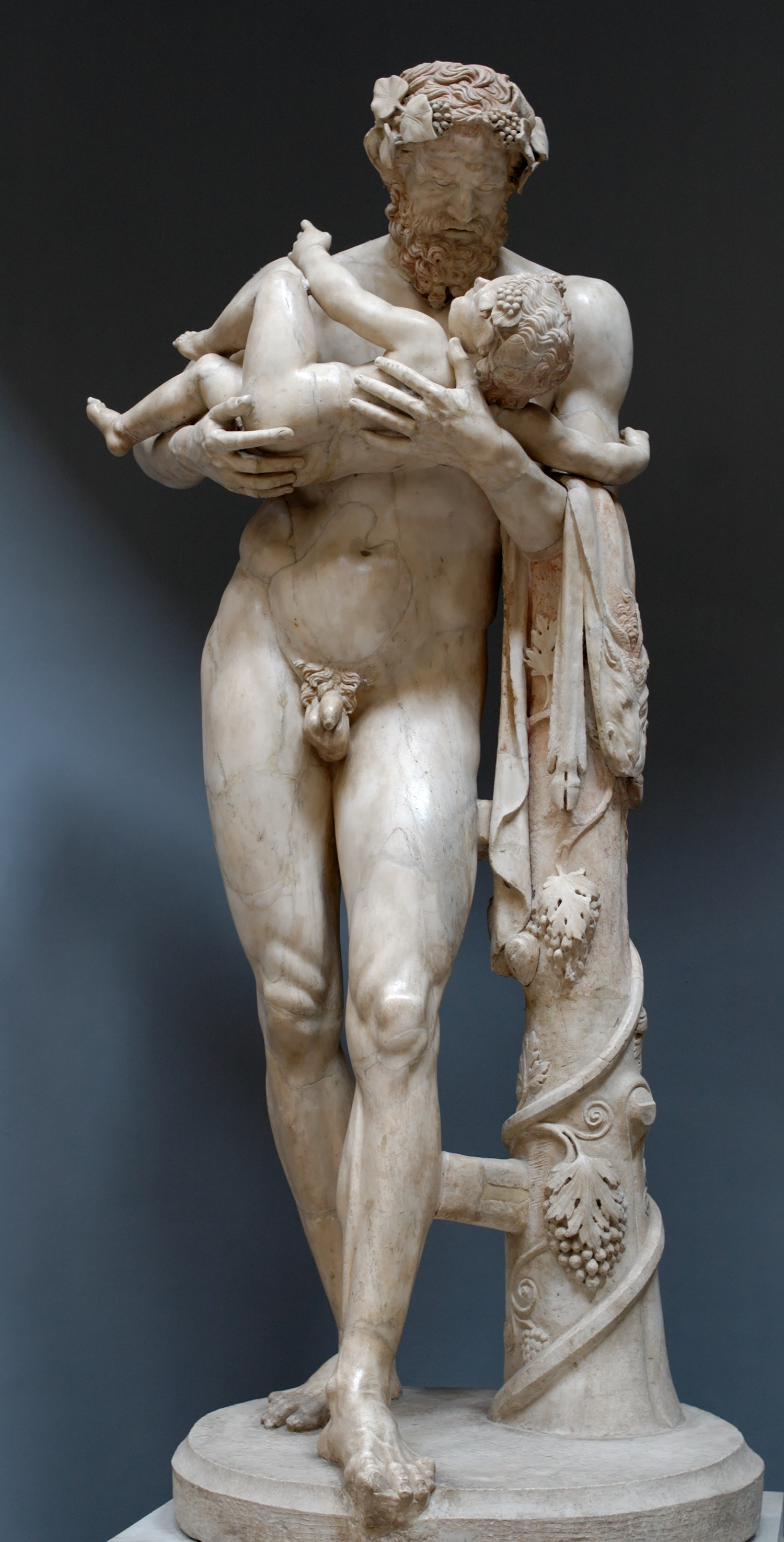
Sileno llevando a Dionisio niño, copia de un original de la escuela de Lisipo, Museos Vaticanos.
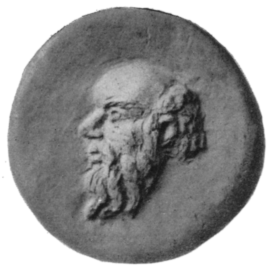
Cabeza de Sileno en relieve, posiblemente utilizado como molde o troquel en cerámica, de época romana.

Las representaciones pictóricas modernas del tema incluyen obras de Ribera, Rubens y Van Dyck; más alejados temáticamente, La bacanal de Tiziano o Los borrachos de Velázquez.

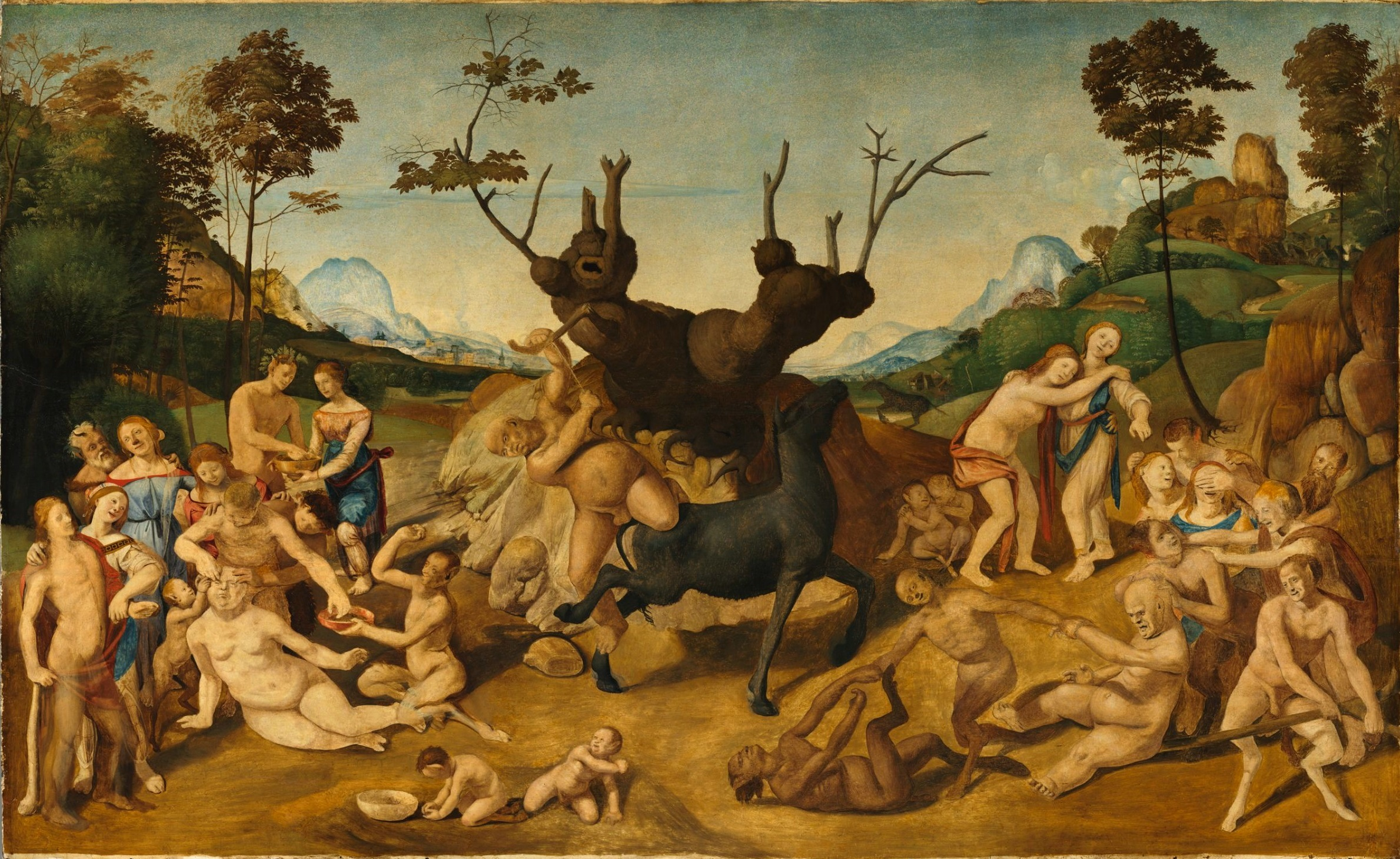
Las desventuras de Sileno, de Piero di Cosimo, ca. 1500, Fogg Art Museum.
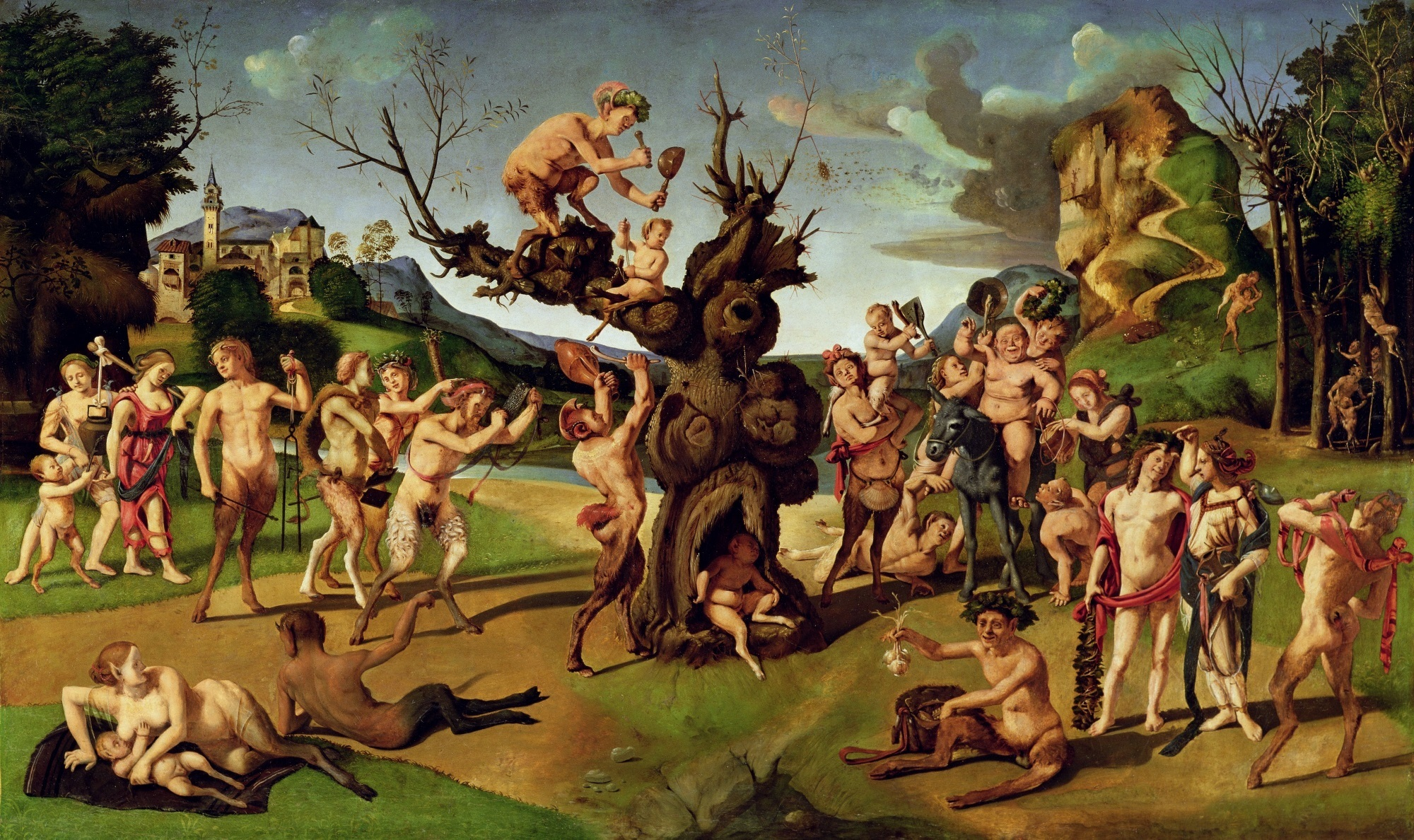
El descubrimiento de la miel, de la misma serie que el anterior.
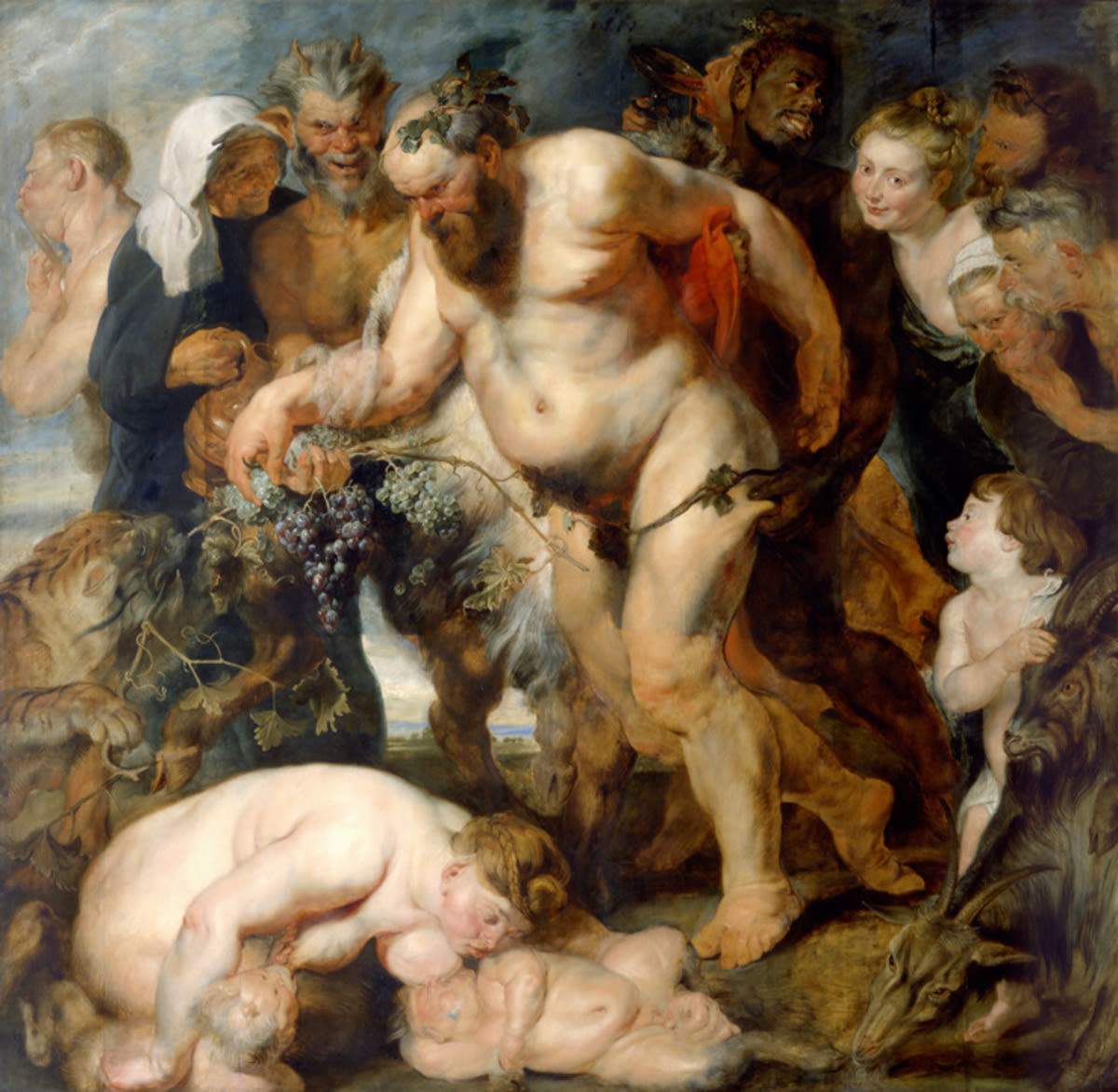
Rubens, 1616-1617, Alte Pinakothek.
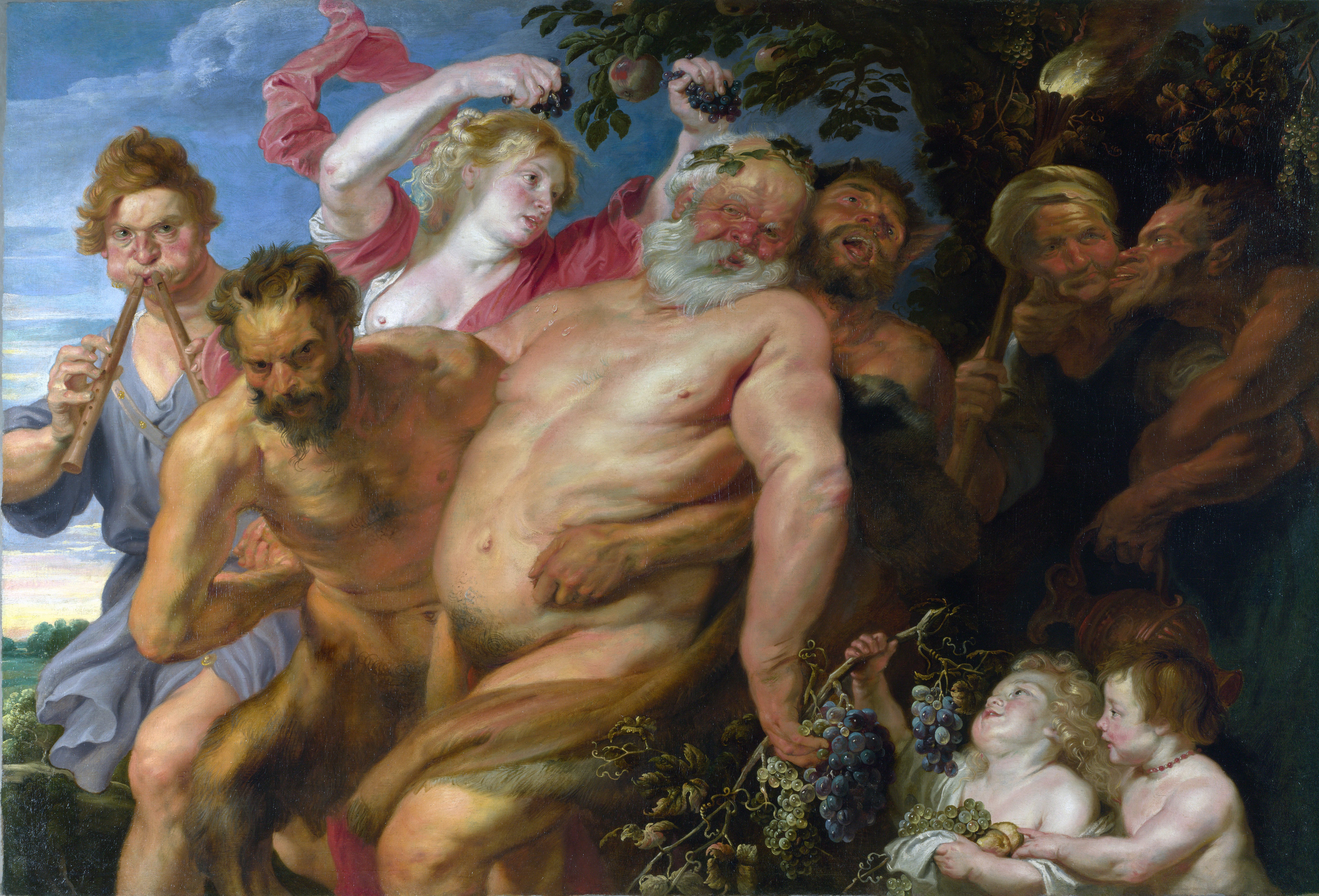
Van Dyck, ca. 1620, National Gallery (Londres)
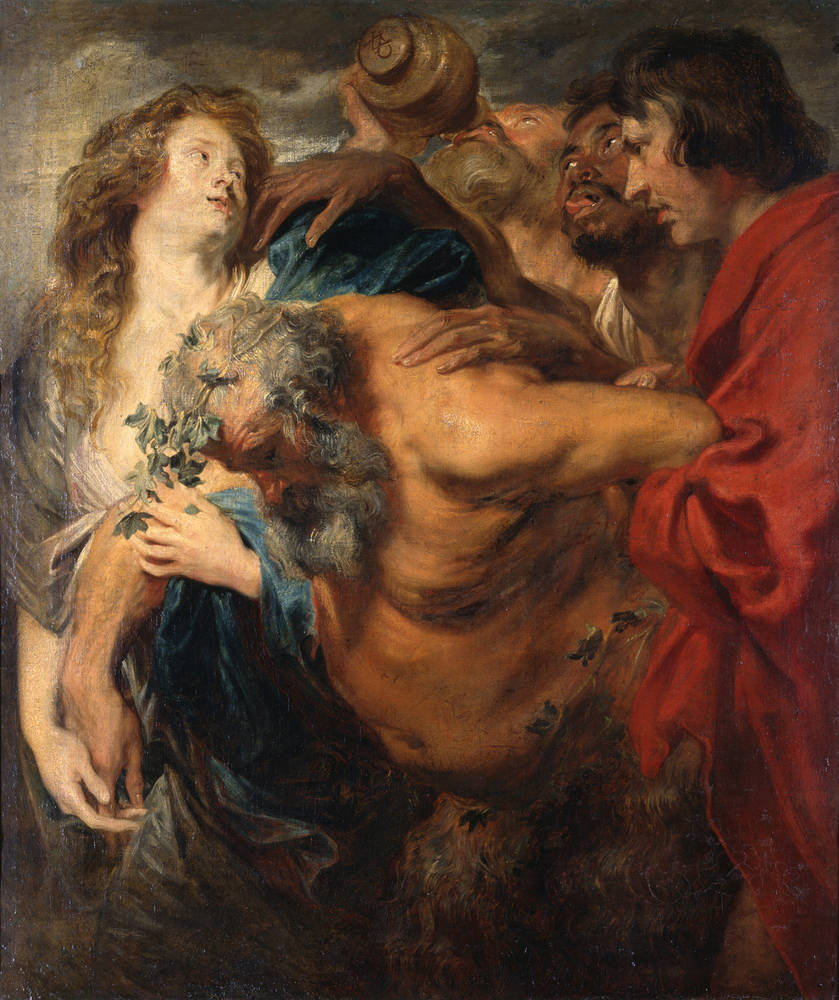
Van Dyck
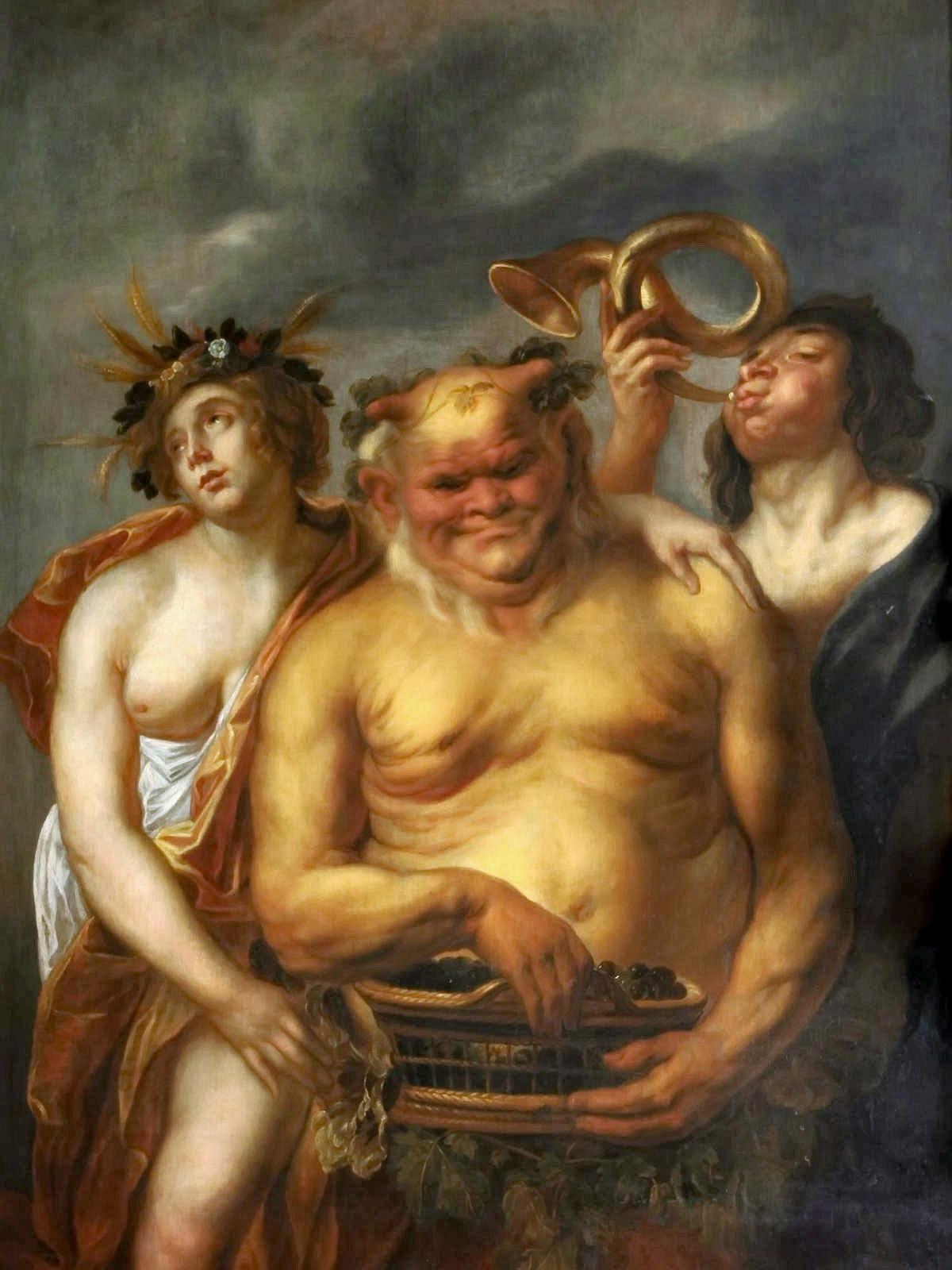
Sileno y bacantes, o Flora, Sileno y Céfiro, de Jacob Jordaens.
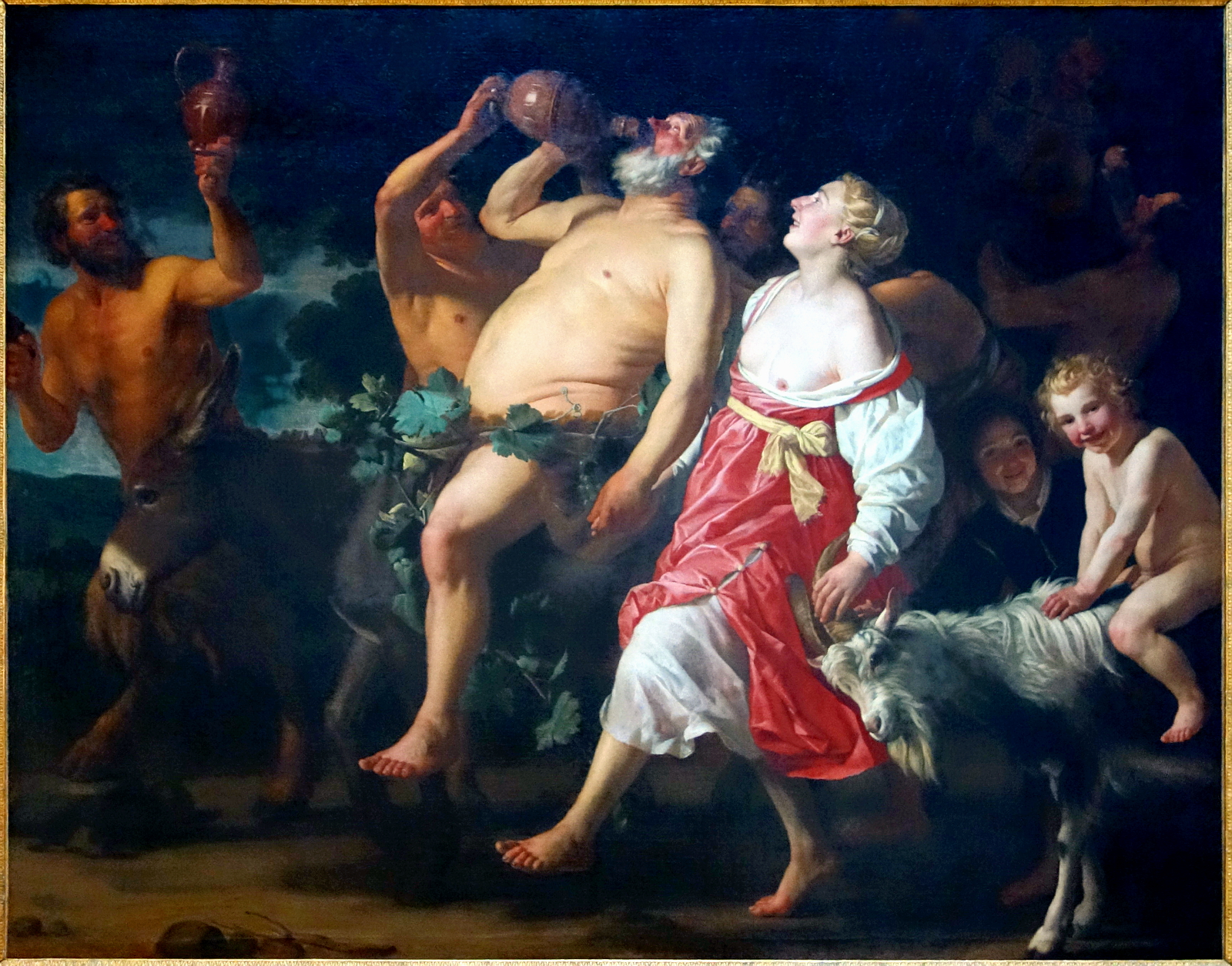
Triunfo de Sileno, de Gerrit van Honthorst, ca. 1623-1630, Palais des beaux-arts de Lille.
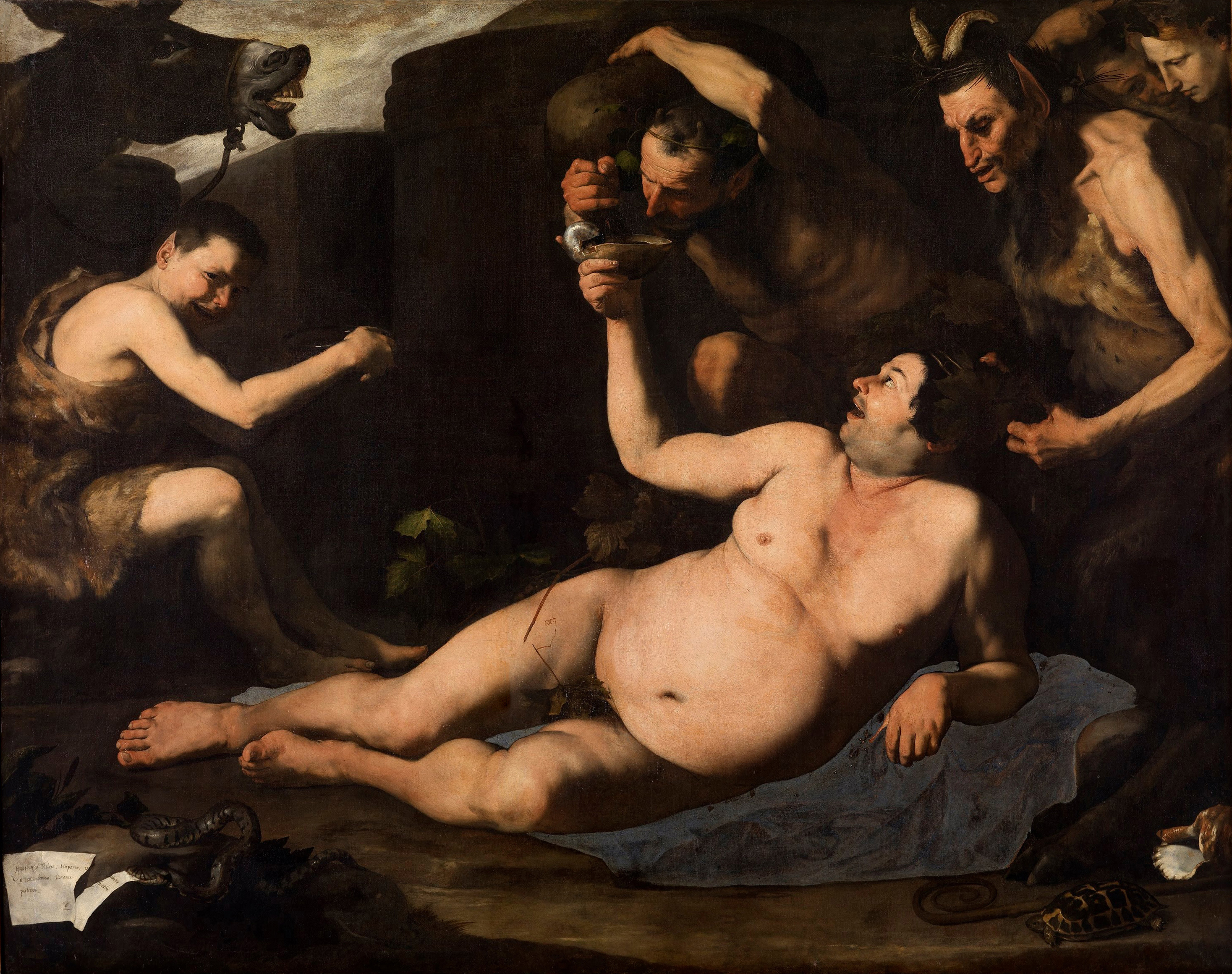
Ribera, 1626, Museo de Capodimonte.

;Edad Contemporánea

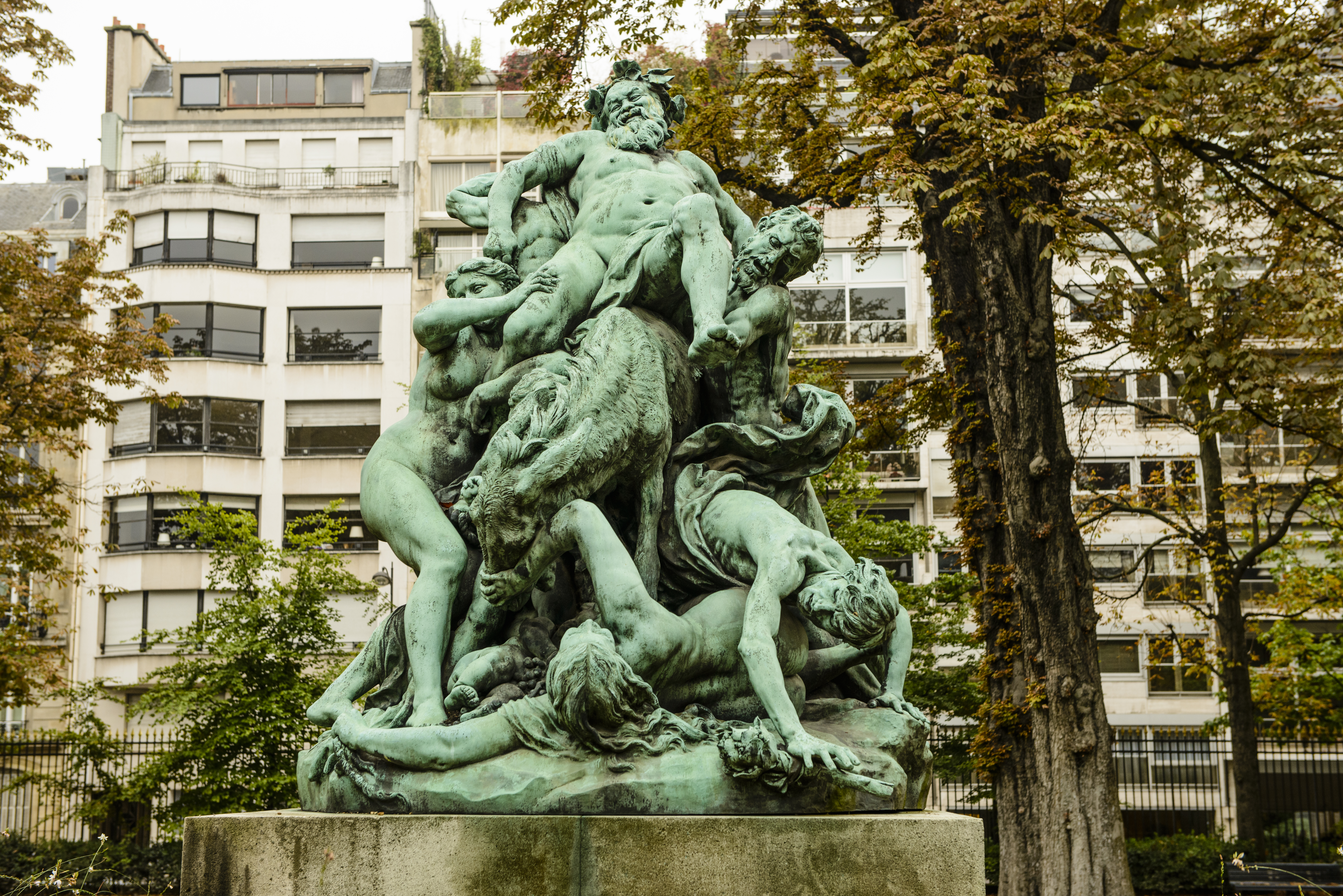
Triunfo de Sileno, de Jules Dalou, 1898, Jardines de Luxemburgo.
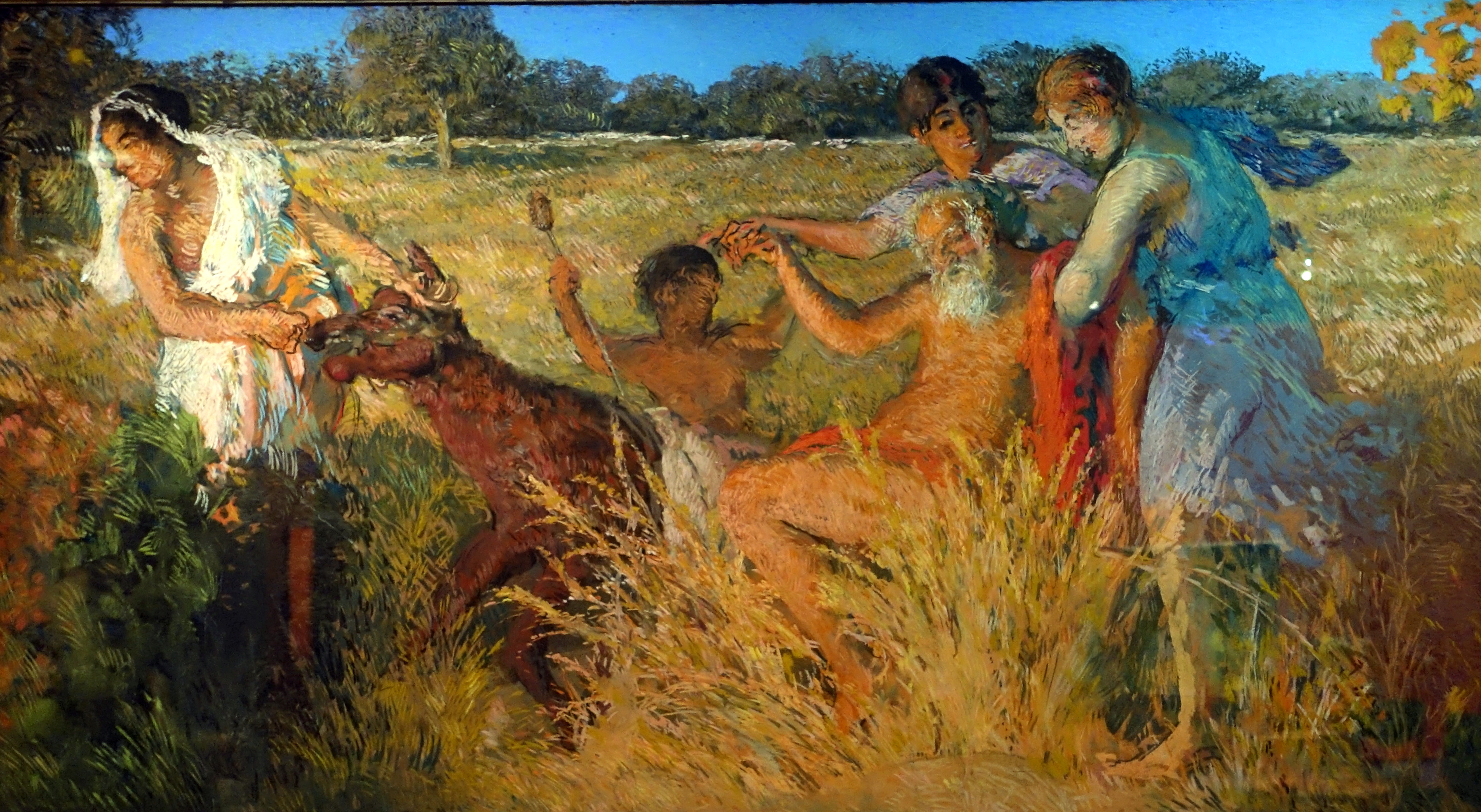
Viejo sileno sobre un asno, de Ker-Xavier Roussel, 1925-1927, Musée d'Orsay.

## Nots y referencias
- MARCH, Jenny: Cassell's Dictionary Of Classical Mythology. Londres. 1999. ISBN 0-304-35161-X
  - Cassell: editorial británica fundada en 1848 por John Cassell (1817 - 1865).

1. ↑  Eurípides: El cíclope, passim.
2. ↑  Servio: Sobre las Églogas de Virgilio, VI, 13
3. ↑  Eliano: Varia Historia 3, 18
4. ↑  Porfirio: Vida de Pitágoras, 16
5. ↑  Nono: Dionisíacas, XIV, 97, XXIX, 262
6. ↑  Pausanias: Descripción de Grecia III 25, 2
7. ↑  Pausanias: Descripción de Grecia III 25, 4
8. 1 2  Nono: Dionisíacas 14, 96
9. ↑  Estrabón: Geografía X 3, 10
10. ↑  Pseudo-Apolodoro: Biblioteca mitológica II 5, 4
11. ↑  Estrabón: Geografía XII 4, 8
12. ↑  Propercio II 3, 2
13. ↑  Ovidio: Fastos 3, 736
14. ↑  Plinio: Historia natural 7, 199
15. ↑  Eurípides: El cíclope 580—585
16. ↑  Clemente de Alejandría: Protréptico § 2.20
17. ↑  Categoría en Commons - Ficha en el Getty - Erik Tisser y Jens Daehner, A Pouring Satyr from Castel Gandolfo: History and Conservation
18. ↑  Ficha en Treccani
19. ↑  Singular fulcrum Real Academia Española. «fulcro». Diccionario de la lengua española (23.ª edición). Recuperadas dos piezas de bronce de época romana - Se trata de dos cabezas de mula que formarían parte de la decoración de una cama utilizada en banquetes romanos, los cuales han sido encontrados en el solar del Antiguo Cuartel de la Guardia Civil (Diari Més, Tarragona, 28/04/2017): "... lectus tricliniaris, una cama utilizada en los grandes banquetes romanos. La estructura de estas camas era de madera y tenía dos respaldos en los extremos en forma de cojín ondulado, denominados fulcra, y una armagula rectangular formada por travesaños de madera conectados a una parrilla de listones o tiras de cuero que sustentaban el colchón y los cojines. Las cuatro patas iban acopladas a los cuatro travesaños de la cama. La decoración de los fulcra seguía la silueta del respaldo con una estructura de bronce."
20. ↑  wikt:poinçon - wikt:appliqué
21. ↑  Drunken Silenus supported by Satyrs (c1620), Rubens's (studio) en The Guardian. Larry Keith,
 The Rubens Studio and the 'Drunken Silenus supported by Satyrs' en National Gallery.